# Kainua
Kainua (Kàinua) è un'antica città etrusca che sorgeva sul Pian di Misano e sulla soprastante altura di Misanello presso l'attuale comune di Marzabotto, nella città metropolitana di Bologna. In passato era nota con il nome di Misa dal nome del luogo del ritrovamento.
Fondata nel V secolo a.C. a poca distanza dal fiume Reno, Kainua fu una delle città-stato più importanti dell'Etruria padana, assieme a Felsina (Bologna) e Spina, nonché un importante snodo commerciale tra l'Etruria tirrenica e la Pianura Padana, fino ad oltralpe. L'esistenza della città è nota fin dal 1551, quando frate Leandro Alberti nel suo Descrittione di tutta Italia ipotizza la presenza di una città antica sulla base del ritrovamento di alcune rovine di edifici, mosaici e monete.
A soli 28 km dalla vicina Bologna, si accede all'area archeologica e all'annesso Museo nazionale etrusco di Marzabotto risalendo la Strada statale 64 Porrettana (Bologna-Pistoia).
Il sito, seppur andato in parte perduto a causa dell'erosione della marna dovuta al fiume Reno (che sgretolò la parte più a sud del pianoro su cui era fondata la città, provocandone il crollo), rimane unico nel suo genere poiché ha perfettamente conservato le tracce della sua planimetria. Esso si presenta caratterizzato da un impianto urbano ortogonale di stampo coloniale ed è costituito per lo più da numerose case-bottega, un'acropoli, due necropoli (necropoli nord e necropoli est) e diverse aree sacre. Della maggior parte degli edifici sono rimaste le sole fondazioni, a causa dei lavori agricoli che si sono succeduti nel corso dei secoli e che hanno ridotto l'alzato degli edifici.

## Storia

### Espansione etrusca in Valle Padana
La presenza degli Etruschi è attestata in Valle Padana fin dalla fase villanoviana (IX secolo a.C.). Nel VI secolo a.C. una nuova fase espansionistica, dettata questa volta dalla necessità di trovare nuovi sbocchi commerciali (a seguito del declino dell'Etruria campana), spinsero gli Etruschi di nuovo in Valle Padana, dove venne sviluppata l'Etruria padana, occupata, oltre che da centri di nuova costituzione, anche da antichi insediamenti etruschi di epoca villanoviana. È a questo periodo che viene fatta risalire la fondazione della città di Kainua.

### Le due fasi di fondazione della città
Secondo i ritrovamenti venuti alla luce in seguito agli scavi, la fondazione della città avvenne in due fasi:
- Marzabotto I (550 - 500 a.C.): in questa prima fase l'insediamento etrusco era semplicemente costituito da villaggi di capanne di stampo primitivo disposti su tutto il pianoro. Qui gli Etruschi vivevano già ben organizzati: oltre alle abitazioni e ai terreni adibiti all'agricoltura, l'insediamento poteva vantare di templi o altari per il culto (a nord-est del villaggio, in prossimità di una sorgente d'acqua), una necropoli, un sistema di canalizzazione delle acque, una fonderia e almeno una bottega artigianale. Un reperto di particolare rilievo attestante la datazione a questo periodo è stato trovato sul fondo del pozzo sulla plateia D: un coperchio di pisside in avorio molto elaborato e prezioso (soprannominato il signore dei leoni), in stile orientalizzante, databile tra il 620 e il 580 a.C. e probabilmente appartenuto a un nobile di alto rango.[9][10]
- Marzabotto II (500 - 350 a.C.): a questo periodo risalirebbe la fondazione della città vera e propria secondo l'etrusco ritu, e cioè costruita rispecchiando la suddivisione del templum celeste. La città così costituita comprendeva case-bottega di tipo atrium tuscanicum, un'acropoli, diversi santuari e luoghi di culto, almeno due necropoli, acquedotti, sistemi fognari e una grande fornace, oltre alla fonderia preesistente.

### Invasione celtica
Verso la prima metà del IV secolo a.C. le popolazioni celtiche, già da tempo presenti nel nord Italia, più precisamente a nord del Po, invasero l'Etruria padana. I Galli Boi iniziarono ad occupare le città etrusche, una dopo l'altra, per poi scendere verso il sud Italia fino ad arrivare a Roma, che saccheggiarono. Essi erano soliti modificare la funzione dei territori occupati a seconda della posizione geografica: i territori in pianura venivano trasformati in terre da coltivare, mentre quelli in altura in presidi militari. Kainua, proprio per la sua posizione sopraelevata, divenne un presidio da cui poter controllare l'intera Valle del Reno.
Anche le tratte commerciali furono modificate: vennero ridotti drasticamente gli scambi con l'Etruria tirrenica, in favore di una più fitta rete di scambi con la Romagna, attraverso la Valle dell'Idice. Obiettivo dei Galli Boi era quello di strappare agli Etruschi il controllo commerciale, provocando in questo modo il crollo dell'economia interna della regione. Per questo motivo l'occupazione celtica provocò una fuga generale degli Etruschi verso le città costiere (come Spina e Mantova, non ancora occupate), mentre coloro che rimasero furono coinvolti in un tentativo di fusione tra le due culture (attestato da tombe i cui corredi funebri presentavano elementi riguardanti entrambe le civiltà). L'occupazione celtica di Kainua, in parte già da tempo abbandonata dagli Etruschi (specialmente quelli residenti nella parte meridionale dell'abitato) e lasciata per lo più in stato d'abbandono dagli stessi celti (che si concentrarono maggiormente nell'area nord dell'abitato), si protrasse fino alla seconda metà del III secolo a.C.
Le testimonianze della presenza celtica sul suolo etrusco sono date per lo più dal ritrovamento di resti umani all'interno dei pozzi per il rifornimento idrico (dove sono stati trovati scheletri di guerrieri armati), di sepolture ai piedi dell'acropoli e di sepolcreti in mezzo all'area urbana. Il sovvertimento delle funzioni originarie di alcune infrastrutture cittadine etrusche trova facile spiegazione nello stato di degrado in cui il settore meridionale dell'abitato e quello legato all'acropoli versavano a seguito del disinteresse o dell'abbandono da parte degli Etruschi all'epoca dell'occupazione celtica; pertanto quei territori, e le strutture lì edificate, si presentavano ai Galli coperti da strati di terreno accumulatosi naturalmente, mentre i pozzi urbani, in disuso da tempo, si erano oramai riempiti di terra, laterizi, pietre e altri materiali rendendoli usufruibili per altre funzioni.

### Espansione romana
Nel II secolo a.C., quando l'Etruria padana passò sotto il dominio romano, si verificò una romanizzazione generale dei territori. Tuttavia, il processo riguardò solo marginalmente Kainua e la ragione può consistere nel fatto che la strada che collegava Roma all'Etruria padana si trovava molto più ad est della città, risparmiandola così dalla diretta occupazione dei nuovi conquistatori (concentratisi prevalentemente nella città di Bononia). La presenza romana nell'antica città è testimoniata solo dai resti di una villa romana di stampo rustico, costruita lungo il margine nord-est di quella che fu Kainua (più precisamente occupante l'Insula 3 della Regio III e parte della plateia B), in un tempo in cui probabilmente il sito etrusco era già stato coperto da alcune decine di centimetri di terreno formatosi naturalmente, che rese il territorio ideale per l'agricoltura e la pastorizia. Databile tra il I secolo a.C. e il I secolo d.C. la fattoria sembra avere una planimetria molto simile a quella delle case etrusche: una serie di vani rettangolari, di cui soltanto uno presenta al centro un pozzo per il rifornimento idrico (la cui tecnica di costruzione ricorda molto da vicino quella etrusca); inoltre, sono stati trovati resti di due fornaci e un canale di scolo per lo smaltimento delle acque. Nel complesso la fattoria aveva tutto ciò che era necessario per renderla autosufficiente.

### Dal Cinquecento ad oggi
La prima notizia sul sito archeologico risale al 1551 quando frate Leandro Alberti, nella Descrittione di tutta Italia, parla di un'antica città sul pianoro di Misano, secondo quanto riportatogli dagli abitanti della zona e come lui stesso sembra aver accertato visitando il luogo di persona. Altre sporadiche notizie sono dei successivi secoli XVII e XVIII; in particolare è proprio nel tardo Settecento che un altro religioso, l'abate e storiografo Serafino Calindri, fa riferimento all'insediamento sul pianoro di Misano nel suo Dizionario Corografico Georgico Orittologico Storico dell'Italia. Qui accenna anche a delle attività di scavo attive in quel periodo, i cui reperti portati alla luce erano però destinati al commercio. Solo a partire dal XIX secolo si avrà una documentazione più precisa sul sito.
Nel 1831 i terreni agricoli di Pian di Misano e la villa secentesca annessa (Villa di Misanello, fino ad allora conosciuta come Villa Barbazza, dal nome della famiglia proprietaria Barbazzi) divennero di proprietà del conte Giuseppe Aria, il quale diede ordine di eseguire dei lavori di ristrutturazione della villa (originariamente classificabile come castello-palazzo, poiché costituito da quattro corpi di fabbrica snodati attorno a un cortile e preceduto da una torre d'avamposto) e di riqualificazione dell'area circostante, che comprendevano anche la realizzazione di un parco all'inglese attorno alla villa, di un laghetto artificiale e di una nuova strada d'accesso alla villa dal lato sud. Furono proprio i lavori di scavo effettuati per la realizzazione di quest'ultima a portare alla luce i primi ritrovamenti archeologici, quello di due stipi votive ai piedi di quella che, in seguito, sarebbe stata identificata con l'acropoli cittadina. Lì i lavori vennero eseguiti in due fasi: la prima, avvenuta nella primavera del 1839, portò al recupero di trenta bronzetti votivi antropomorfi ai piedi dell'acropoli, mentre la seconda fase (avvenuta nella primavera del 1841) portò al rinvenimento di otto bronzetti antropomorfi. Nel 1856, in concomitanza con i lavori di scavo effettuati per la realizzazione del parco sull'altura di Misanello e del laghetto artificiale nei pressi della villa, vennero portati alla luce gli edifici dell'acropoli e alcune tombe della necropoli settentrionale (per la maggior parte ancora occultata all'epoca). Proprio in questo periodo arrivò a Marzabotto un archeologo, Giovanni Gozzadini, già promotore ed esecutore degli scavi presso la sua proprietà (Villa Gozzadini) di Villanova di Castenaso e riportanti alla luce un sepolcreto di una comunità villanoviana. Fin da subito Gozzadini notò una stretta somiglianza nella composizione tra le strutture templari appena scoperte a Marzabotto e le tombe villanoviane, portandolo immediatamente a pensare di trovarsi di fronte ad un'altra necropoli. Nel 1861, terminati i lavori per la realizzazione del parco e del laghetto artificiale adiacente, si decise di smantellare le poche tombe a cassa della necropoli nord rinvenute per trasferirle in prossimità dello stesso laghetto, causando il grave danneggiamento di parte del sito archeologico.

#### Scavi archeologici
I lavori di riqualificazione alterarono in parte la struttura dell'area archeologica, ma la scoperta continua di nuovi ritrovamenti e la loro successiva raccolta (seppur avvenuta in maniera caotica, decontestualizzata e senza alcun metodo scientifico) fece presupporre di trovarsi di fronte a qualcosa di molto vasto. Fu così che nel 1862 il conte Aria decise di finanziare i primi veri e propri scavi archeologici ufficiali, che furono affidati proprio a Giovanni Gozzadini. Due furono le campagne di scavo susseguitesi nell'arco di un decennio: la prima avvenne tra l'agosto del 1862 e l'ottobre del 1863 nell'area meridionale del Pian di Misano; la seconda avvenne tra il 1865 e il 1869, dove furono portate alla luce la necropoli settentrionale (scavando l'invaso del laghetto artificiale realizzato nell'area settentrionale del parco) e quella meridionale (la cui scoperta avvenne casualmente nel 1867). Il ritrovamento di sole tombe, qualche scheletro e diversi corredi funerari persuase sempre più il Gozzadini nella sua convinzione di trovarsi di fronte ad un'immensa necropoli. Solo il 2 ottobre 1871, in occasione del V Congresso Internazionale di Antropologia e Archeologia Preistoriche tenutosi a Bologna, venne messa in discussione la conclusione del Gozzadini e contestualmente, grazie all'etnologo Gaetano Chierici (che trovava le strutture similari a quelle ritrovate a San Polo d'Enza e attribuibili a case), venne avanzata l'ipotesi di riconoscere nei resti fino ad allora emersi la struttura di un vero e proprio impianto cittadino.
Nel 1883 a Gozzadini si sostituì l'archeologo Edoardo Brizio, sotto la cui direzione vennero svolti altri scavi: quello avviato nello stesso anno, quello succedutosi nel 1885 (concentratosi nel settore meridionale della città), fino alla campagna ufficiale di scavo che si protrasse da novembre 1888 a maggio 1889, finanziati sempre dalla famiglia Aria. Inizialmente i reperti rinvenuti furono esposti nella Villa Aria, in cinque sale appositamente ampliate per essere adibite a museo (Museo di Marzabotto, inaugurato il 20 ottobre 1886). Alla morte di Pompeo Aria e di Brizio, nonostante un accordo con l'erede Adolfo Branca Aria (figlio di Pompeo), che concedeva i permessi di scavo per un periodo di 10 anni, a causa di nuove difficoltà divenne sempre più problematico occuparsi dell'area archeologica, oramai versante in stato di degrado; iniziarono così delle difficili trattative tra lo Stato italiano e la famiglia Aria per la cessione dell'area archeologica, che si conclusero soltanto dopo 25 anni, con un contratto d'acquisto stipulato l'8 giugno 1933, con cui lo Stato acquisiva non soltanto l'area archeologica (i cui confini vennero stabiliti arbitrariamente sulla base delle scoperte fino a quel momento rinvenute, poi riconosciuti insufficienti), ma anche tutti i reperti conservati nella villa (o almeno quelli rimasti a seguito del furto avvenuto nel 1911, dove furono depredati tutti gli oggetti in oro trovati durante gli scavi, perlopiù facenti parte di corredi funerari).
Fin da subito vennero organizzati scavi e massicci interventi di restauro dell'intero sito archeologico, per la prima volta finanziati dallo Stato, il quale decise anche, nel 1938, di spostare il museo in un'altra zona, ma sempre all'interno del pianoro di Misano, in un edificio che originariamente era una casa colonica, poi trasformato in museo e inaugurato nel 1939. I lavori di restauro e di scavo si interruppero bruscamente in concomitanza con lo scoppio della seconda guerra mondiale, durante la quale l'acropoli fu trasformata in una postazione per la contraerea, rendendo l'intera area soggetta ai bombardamenti, che in parte la demolirono. Neppure il museo si salvò: nel 1944 esso venne coinvolto in un incendio causato da un bombardamento che distrusse gran parte del materiale archeologico lì conservato. Tra il 1946 e il 1948, sotto la direzione del Soprintendente archeologo Paolo Enrico Arias, si procedette ad un pesante intervento di restauro di quella parte del sito (in particolare l'acropoli) danneggiato dai bombardamenti, mentre i reperti scampati all'incendio del museo furono trasferiti in una nuova sede, inaugurata il 25 aprile 1950.
Il museo venne ampliato nel 1958, sotto la sopraintendenza dell'archeologo Guido Achille Mansuelli, che, già a partire dall'anno prima, diresse anche altre campagne di scavo in vari punti della città, iniziando pure una duratura collaborazione con l'Università di Bologna. Il 4 novembre 1979 venne inaugurato l'attuale Museo Nazionale Etrusco "Pompeo Aria". Dal 1988 ad oggi proseguono le campagne di scavo nel pianoro di Misano, sotto la direzione del Dipartimento di Archeologia dell'Università di Bologna e della Soprintendenza per i Beni Archeologici dell'Emilia-Romagna.

## Urbanistica

### Planimetria
Situato su un pianoro reclinato di circa 11 gradi verso il fiume Reno, delimitato da un ingresso monumentale ad est (di cui rimangono solo le fondamenta in ciottoli a secco, mentre al momento è solo supposta l'esistenza di una porta nord nei pressi della necropoli settentrionale) e privo di mura difensive, ma dotato di un terrapieno con fossato che circondava l'abitato, Kainua rimane a tutt'oggi l'unico caso conosciuto di una città etrusca avente una planimetria regolare studiata preventivamente e basata su un preciso progetto teorico. Considerando proprio l'aspetto regolare della planimetria, per risalire all'originaria pianta urbana si è proceduto a proiettare in maniera speculare il settore settentrionale dell'abitato a sud del decumano (plateia C).
L'impianto cittadino risultante si presenta attraversato da quattro principali assi ortogonali (plateiai in greco), orientati secondo i punti cardinali. Di essi, uno (plateia A) attraversa l'abitato in senso nord-sud (equivalente al cardo romano) e tre invece (plateiai B, C, D) in senso est-ovest (con funzioni equivalenti al decumano romano), ortogonali all'asse nord-sud. Il reticolato di strade suddivide l'abitato in otto aree quadrangolari regolari chiamate "regioni" (regiones in latino), mentre una serie di strade secondarie (chiamate stenopoi in greco) parallele al cardo, ma poste a distanze irregolari tra loro, suddividono ulteriormente le regioni in isolati (insule in latino) dalla forma stretta ed allungata.
È da notare come i confini meridionali della città fossero costruiti sul fiume Reno, la cui naturale erosione - associata alla friabile composizione geologica della marna - provocarono la frana di quella parte del pianoro, causando anche il collasso delle strutture etrusche lì erette (fra cui probabilmente un'altra necropoli).
Altra considerazione riguarda i confini settentrionali dell'area etrusca di Kainua che, probabilmente, vanno ben oltre i confini attualmente conosciuti, ma i cui territori non possono essere esplorati né tantomeno oggetto di scavi archeologici, poiché a tutt'oggi di proprietà privata della famiglia Aria.

#### Rito di fondazione
L'etrusco ritu, ovvero il rito di fondazione di una città etrusca secondo quanto previsto dai Libri Rituales dell'Etrusca Disciplina, si fonda sulla proiezione degli assi della volta celeste (templum celeste) sul luogo dove sarebbe nata la città, rendendola - in questo modo - un'area sacra. Secondo gli Etruschi la volta celeste si presenta attraversata da due rette perpendicolari (il cui incrocio era chiamato croce sacrale): l'asse nord-sud e l'asse est-ovest, che la dividono in quattro principali settori. Per proiettare le due rette perpendicolari sul terreno il sacerdote etrusco preposto al rito si basava sui punti di levata e di tramonto del sole sull'orizzonte in due particolari periodi dell'anno: il solstizio d'estate e il solstizio d'inverno, ovvero i momenti in cui il sole - sorgendo dal mondo degli inferi all'alba e ritornandovi al tramonto - sembrava toccare l'orizzonte terrestre, unendo idealmente i tre mondi (Cielo, Terra e Inferi) e rendendo l'attimo propizio per trarre gli auspici.
Secondo l'archeologo Antonio Gottarelli la prima fase (detta auguratio) constava nell'individuare gli assi spaziali di orientazione del templum celeste: da un punto d'osservazione (auguraculum) situato in posizione elevata, così da dominare l'orizzonte e il luogo su cui doveva essere fondata la città, il sacerdote munito di lituo delimitava una porzione di cielo, la consacrava a templum e vi scrutava eventuali segni mandati dagli dei (interpretando, ad esempio, il volo degli uccelli). La seconda fase prevedeva la spectio, ovvero la proiezione degli assi cardinali del templum celeste sul punto terreno dove sarebbe sorta la città (templum in terris); in particolare il sacerdote osservava il punto sull'orizzonte da cui sorgeva il sole e quello in cui tramontava in due specifici giorni dell'anno: il 21 dicembre e il 21 giugno, ovvero nel solstizio d'inverno e in quello d'estate; i quattro punti individuati di levata e tramonto del sole venivano proiettati sul terreno e costituivano gli estremi delle due diagonali (di cui una avente un estremo nel punto di tramonto al solstizio d'estate e l'altro estremo nel punto di levata al solstizio d'inverno, mentre per l'altra diagonale era l'opposto), il cui punto d'incrocio avrebbe identificato il centro della croce sacrale e, quindi, il centro della futura città.
In realtà, per completare il rito di fondazione nello stesso giorno (senza aspettare il ciclo delle stagioni, quindi), si procedeva con lo stabilire le estremità della prima diagonale solstiziale (spesso chiamata diagonale generatrice) il 21 dicembre, osservando dalla sedes augurationis dell'acropoli (il primo estremo della diagonale, che coincideva con il punto di tramonto al solstizio d'estate a nord-ovest) la levata del sole al solstizio d'inverno (sud-est); seguendo la mira si stabiliva arbitrariamente l'altro estremo della diagonale. Il punto mediano della diagonale avrebbe costituito il centro della croce sacrale e, quindi, della città. In corrispondenza di quel punto il sacerdote, attraverso un cerimoniale, scavava una fossa (mundus o, più correttamente, umbiliculus) e vi interrava il cippo con decussis (ovvero con un'incisione a croce, i cui bracci erano orientati secondo gli assi cardinali). Questo "pozzo sacrale" avrebbe costituito sia il canale di comunicazione tra il Cielo, la Terra e gli Inferi (tenendo allo stesso tempo i tre mondi separati - come l'omologo pozzo sacrale presente nell'acropoli), sia il punto dove stabilire la sedes inaugurationis, da dove il sacerdote iniziava la fase di inauguratio, ovvero la proiezione della seconda diagonale osservando il punto di tramonto del sole la sera stessa del solstizio d'inverno (la cui opposta estremità avrebbe coinciso inesorabilmente con la levata del sole al solstizio d'estate). Proiettando la suddivisione del templum celeste sul terreno venivano, quindi, interrati con particolari riti dei cippi di delimitazione in corrispondenza degli incroci e degli estremi dei quattro assi principali (limitatio), tutti perfettamente allineati con il cippo centrale. L'ultima fase, infine, prevedeva il tracciamento dei due assi ortogonali principali e, quindi, dell'intero reticolato viario, partendo dal punto appena individuato del centro cittadino. Il rito di fondazione prevedeva, poi, l'uso dell'aratro per tracciare il perimetro delle mura, avendo cura di sollevare l'aratro in corrispondenza delle porte e prestando attenzione affinché le zolle di terra sollevate ricadessero all'interno del perimetro. Infine, adiacente al perimetro veniva sancito il pomerium, uno spazio all'interno e all'esterno delle mura che non poteva essere né edificato né utilizzato per alcuno scopo.
A lungo si è discusso sull'origine della planimetria di Kainua: se rispecchiasse il modello cosmologico del templum celeste etrusco, così come prevedeva il rito di fondazione, o se invece fosse più compatibile con le pragmatiche e laiche teorie urbanistiche ippodamee del mondo greco, ovvero una pluralità di assi viari in grado di garantire funzionalità al traffico interno e agli scambi commerciali con le altre città, escludendo una qualunque ingerenza religiosa. Osservando la planimetria cittadina si può infatti notare che, se da una parte le due strade principali ortogonali sono orientate secondo gli assi cardinali, ripartendo l'abitato in quattro macro regioni, esattamente come il templum celeste, dall'altra parte il fitto reticolato viario, costituito da altri due assi est-ovest principali e svariate strade secondarie, rendono la planimetria di Kainua assimilabile a quella di varie città coloniali greche del V secolo a.C. (come ad esempio Paestum e Metaponto).
La soluzione al dibattito la rivelò un particolare ritrovamento avvenuto tra il 1963 e il 1965: nel punto d'incrocio dei principali assi viari vennero trovati, interrati, quattro ciottoli di fiume, di cui solo uno presentava incisa sulla sommità una croce (decussis in latino) orientata secondo gli assi cardinali. Il cippo con decussis era stato trovato in corrispondenza dell'incrocio fra il cardo (plateia A) e l'asse trasversale centrale (plateia C). Tale scoperta indusse gli archeologi a pensare che quel cippo indicasse il centro della croce sacrale che, come già accennato, nell'ambito del rito di fondazione di una città etrusca costituiva il punto di partenza da cui tracciare l'intero reticolato cittadino. L'ipotesi sarebbe comprovata dal ritrovamento sull'acropoli dei resti di strutture necessarie alla fondazione, fra cui un altare e l'auguraculum (oggi non più presente): una sorta di piattaforma da cui il sacerdote effettuava la trasposizione degli assi della croce sacrale celeste sul piano terrestre (spectio). Questo farebbe dell'acropoli (punto più alto della città, da cui si aveva la migliore visuale del territorio) la sedes augurationis, mentre in corrispondenza del centro della croce sacrale (dove venne infisso il cippo con decussis) era con tutta probabilità disposta l'altra sede necessaria al rituale di fondazione: la sedes inaugurationis.
Da qui la conclusione che la planimetria di Kainua non deve essere vista come specifica espressione della cultura etrusca o, per contro, di quella greca, ma piuttosto come fusione tra le due che, più precisamente, si concretizzava nell'adozione da parte degli Etruschi di quegli elementi culturali ellenici che ben si accordavano con la propria tradizione, spesso valorizzandola; in definitiva, la forma urbana ortogonale di Kainua è indubbiamente frutto dell'influenza dello schema urbanistico ippodameo greco ma, allo stesso tempo, rispetta e rispecchia fedelmente anche il rito di fondazione previsto dall'etrusca disciplina, con cui si conciliava perfettamente.

### Strade
Il cardo (plateia A), così come le tre principali traverse (plateiai B, C, D), vantavano una larghezza di 15 metri, di cui solo i 5 metri centrali erano adibiti a carreggiata, mentre i 5 metri laterali fungevano da marciapiedi per i pedoni. Le strade secondarie (stenopoi), invece, erano larghe soltanto 5 metri: esse avevano, infatti, il compito principale di smistare il traffico interno e delimitare ciascun isolato (insula).
Il fondo stradale era costituito per lo più da ciottoli di fiume, mentre in alcuni punti grosse pietre venivano disposte trasversalmente per favorire l'attraversamento pedonale. I marciapiedi erano coperti di ghiaia ed erano separati dalla carreggiata centrale grazie ad una fila di ciottoli disposti per tutta la lunghezza della strada. Il ritrovamento di un grande quantitativo di tegole al centro della strada e la presenza di buche ad intervalli regolari sul limitare dei marciapiedi fanno supporre che in origine essi fossero coperti da una tettoia (una sorta di porticato) inclinata verso la strada, sotto la quale i bottegai esponevano i propri manufatti.
Oltre alle strade interne sono state trovate tracce di due strade extraurbane: una a nord dell'abitato, che garantiva il collegamento con Felsina, mentre l'altra a sud-est, e collegava Kainua con l'Etruria tirrenica.

### Sistema fognario
Ai lati delle strade principali sono presenti le canalette, ovvero canali di scolo della larghezza di 50 centimetri, costruiti per la raccolta e lo smaltimento delle acque piovane e delle acque di scarico delle abitazioni. Soltanto alcune di esse presentano al loro interno delle tubazioni fittili per facilitare lo scarico delle acque verso l'esterno della città. Le canalette era delimitate da due muretti in ciottoli a secco, di cui uno adiacente alla strada e l'altro adiacente alle abitazioni. Il fondo del canale di scolo era costituito da ciottoli di fiume, oppure anche soltanto da terra pressata. Una copertura in ciottoli di fiume appiattiti, inoltre, permetteva di coprire le canalette. Lo smaltimento delle acque veniva garantito sfruttando le pendenze naturali del territorio (nord-sud ed ovest-est); più precisamente, le acque venivano fatte confluire nelle canalette del cardo per poi essere immesse nelle canalette delle strade trasversali e, infine, scaricate nel fiume Reno. Come già accennato, le canalette dovevano garantire un corretto deflusso delle acque; pertanto era necessario sia sfruttare la pendenza naturale del terreno di Misano sia, laddove questo non era possibile, creare artificialmente la pendenza corretta o le deviazioni necessarie.
La maggior parte delle strade secondarie sono prive di queste canalette; tuttavia, esse presentano una inequivocabile forma convessa per impedire il ristagno dell'acqua al centro della strada e convogliarla ai lati di essa.

### Sistema idrico

#### Pozzi
Il settore residenziale delle abitazioni era spesso munito di un pozzo posto nell'area cortilizia, usato per il fabbisogno idrico personale di ogni unità abitativa. L'uso dei pozzi era possibile grazie allo sfruttamento di una grande falda acquifera che si estendeva per tutto il pianoro di Misano. A seconda della posizione si doveva scavare (in maniera svasata verso il fondo) più o meno in profondità fino ad incontrare la falda nella marna, dopodiché si incamiciavano le pareti del pozzo con uno strato di ciottoli a secco (anche due o tre strati per rendere la struttura solida) e se ne copriva l'imboccatura (costituita da pietre di grandi dimensioni) semplicemente con una lastra di pietra, oppure con un puteale (parapetto in terracotta di forma circolare o rettangolare, lavorato con decorazioni a rilievo e forse dipinto) da dove, per mezzo di una corda e relativo recipiente, si raccoglieva l'acqua di cui si aveva bisogno. Per garantire la disponibilità idrica durante tutto l'anno, spesso si creava alla base del pozzo un pozzetto-deposito di raccolta, a cui poter attingere anche nei mesi estivi (quando il livello dell'acqua della falda si abbassava).
Inoltre, come ulteriore forma di rifornimento idrico, il pozzo veniva posto in posizione decentrata dell'area cortilizia, più precisamente sotto a una falda del compluvio, in modo da raccogliere l'acqua piovana rimanendo al riparo.
Il ritrovamento delle rovine di un pozzo non all'interno delle abitazioni, bensì adiacente a una delle strade principali (plateia D, nella parte meridionale dell'abitato), profondo 6 metri e originariamente dotato di copertura fittile, fa presupporre l'esistenza anche di pozzi pubblici, che potevano essere dotati o meno di copertura.
Con le invasioni celtiche i pozzi, già abbandonati da tempo e ricoperti di terra e frammenti di vasellame, persero la loro funzione originaria e vennero utilizzati come tombe (diversi sono, infatti, i pozzi che contengono al loro interno ossa di scheletri umani, risalenti appunto all'epoca celtica).

#### Acquedotti
Se il pozzo di ogni singola casa forniva il quantitativo di acqua sufficiente per una famiglia, lo stesso quantitativo non era abbastanza per lo svolgimento delle attività artigianali, specialmente per la lavorazione dell'argilla. Per questo motivo vennero costruiti dei veri e propri impianti idrici, come quello trovato ai piedi dell'acropoli, a più di 5 metri di profondità. Riportato alla luce integralmente nel giugno 1872 (dopo quasi due anni di scavi), venne rimosso dal terreno e poi rimontato in vista all'esterno, sempre nei pressi del luogo di ritrovamento; al suo posto, nel punto esatto in cui era stato scoperto l'impianto, venne realizzato un pozzo di captazione idrica. La struttura originaria, della misura di 1,20 x 1,85 metri, era costituita da un "cassone" (alto 50 centimetri) composto da 6 lastre parallelepipede di travertino e presentava internamente un diaframma che lo suddivideva in due vasche adiacenti: una vasca di decantazione e una vasca per la raccolta e distribuzione dell'acqua. L'impianto sfruttava una sorgente idrica posta ai piedi dell'altura di Misanello, le cui acque venivano convogliate in due condutture in ciottoli (una in direzione nord-sud e l'altra in direzione ovest-est) che immettevano in una conduttura di raccordo unica (in blocchi di travertino) e scaricavano l'acqua in una prima vasca (vasca di decantazione), più profonda rispetto a quella adiacente. Qui le scorie, essendo più pesanti, si depositavano sul fondo (questo passaggio era fondamentale per impedire l'ostruzione delle condutture da parte dei detriti), cosicché solo l'acqua pulita risaliva la vasca fino a ricadere, per sfioramento, nella vasca contigua, dove veniva convogliata in un'apposita conduttura (con direzione ovest-est) e distribuita in due aree dell'abitato, probabilmente in prossimità della grande fornace nel settore settentrionale e di alcune case-officina nel settore meridionale. Successivamente fu aggiunta un'altra conduttura di distribuzione all'impianto idrico, questa volta in direzione nord-sud e collegata direttamente alla vasca di decantazione. Le condutture hanno una forma parallelepipeda all'esterno e circolare all'interno (dove scorreva l'acqua) con un diametro di 14 centimetri.
Un altro impianto idrico lo si trova in corrispondenza del santuario fontile, nell'area sacra posta a nord-est dell'abitato.

## Edifici

### Case-bottega
Il reticolato formato dall'intersezione delle strade (plateiai e stenopoi) suddivideva ogni regio in diverse insule, ovvero aree della diversa larghezza su cui venivano eretti gli edifici. La maggior parte degli edifici presenti a Kainua era costituita da case. Queste erano ad un solo piano, ma disponevano di molteplici ambienti sviluppati in larghezza e alcune di esse vantavano di una superficie che andava dai 609 m² agli 805 m² (come nella Regio IV, Insula 1). Pur presentando una diversa planimetria e lunghezza, in genere gli edifici occupavano l'intera larghezza dell'isolato (ad esempio 35 metri, che era la larghezza dell'Insula 1, Regio IV).
Le case di Kainua vengono comunemente definite case-bottega o case-officina poiché generalmente divise in due aree: l'area produttiva e l'area residenziale. Quest'ultima era posta nella parte più lontana rispetto all'entrata, mentre la parte adibita ad officina era posta il più vicino possibile alla strada, così da avere accesso diretto alle vie di comunicazione e favorire gli scambi commerciali. L'area produttiva era costituita da una serie di ambienti, ognuno dei quali destinati ad una differente fase di lavorazione: ad esempio la Casa 1 della Regio IV, Insula 2, specializzata nella produzione delle ceramiche, presenta un vano che fungeva da cava per l'estrazione diretta della materia prima (argilla), un vano contenente delle vasche destinate alla raccolta delle acque per la lavorazione dell'argilla, un vano (posto vicino all'area cortilizia a cielo aperto) per l'essiccazione dei prodotti da cuocere e diversi vani adibiti a vere e proprie fornaci per la cottura dei prodotti.
Nella maggior parte delle case si può notare una planimetria ad atrium tuscanicum, tipico dell'età coloniale etrusca. L'entrata, in alcuni casi probabilmente porticata, dava su un corridoio che percorreva la casa per tutta la sua lunghezza e portava ad un cortile cruciforme porticato a cielo aperto. Dal cortile si aveva l'accesso ai diversi ambienti, mentre all'interno del cortile, in posizione decentrata (e più precisamente in corrispondenza di una falda del compluvio), era spesso presente un pozzo per il rifornimento idrico.
Tutte le case erano adiacenti le une alle altre, ma senza avere muri in comune; una canaletta di scolo posta fra un'abitazione e l'altra, infatti, fungeva da confine di proprietà.
Delle abitazioni etrusche sono rimaste solo le fondazioni di muri continui (costituiti da ciottoli a secco) profonde circa un metro, grazie alle quali è possibile "leggere" le ripartizioni dei locali, ma senza avere la possibilità di capirne la posizione esatta dell'entrata e, quindi, l'esatta funzione del vano, poiché le fondazioni rinvenute appartengono ad un livello più profondo rispetto al piano pavimentale (dove venivano decise le entrate). Dell'alzato non si è conservato nulla, probabilmente perché costruito con materiale deperibile, come il legno e i mattoni in argilla cruda, semplicemente essiccati al sole e parzialmente cotti, oppure con il sistema del graticcio (ovvero un'intelaiatura in legno ricoperta con argilla). Infine, durante gli scavi sono state trovate grosse quantità di tegole di copertura e coppi riconducibili ai tetti delle abitazioni che, per il loro notevole peso, dovevano essere necessariamente sostenuti da pilastri o simili (non essendo, infatti, i leggeri muri in graticcio in grado di sostenerne da soli il carico). I tetti avevano una base in legno ricoperta da tegole fittili, posizionati in modo da creare una struttura spiovente verso l'esterno oppure verso l'interno (tetto a compluvium). Gli interstizi tra una tegola e l'altra venivano coperte da coppi fittili, i quali presentavano nella loro parte terminale un'antefissa, ovvero un elemento in terracotta, spesso decorato, che doveva impedire qualunque tipo di infiltrazione della pioggia sulla base in legno del tetto, che ne avrebbe provocato il deterioramento.

### La grande fornace
Nella Regio II, Insula 1 (parte settentrionale dell'abitato) sono stati rinvenuti i resti di una grande fornace adibita alla produzione di ceramiche e laterizi. Priva di qualunque struttura che possa far pensare ad una qualche funzione residenziale, la fornace, databile già a partire dalla fine del VI secolo a.C. è in realtà un impianto artigianale composto da tre aree: l'area di lavorazione dell'argilla, l'area destinata all'essiccazione dei prodotti in attesa della cottura (a cielo aperto, ma protetta da una tettoia, così come farebbero pensare le numerose buche in cui probabilmente venivano conficcati i pali a sostegno della stessa) e l'area occupata dai forni veri e propri. Inoltre, a cottura ultimata i prodotti molto probabilmente venivano esposti sotto la stessa tettoia (già usata per l'essiccazione), pronti per la vendita.
Fra gli oggetti prodotti dalla fornace sono stati rinvenuti diversi elementi architettonici, vasellame e oggetti d'uso quotidiano e domestico, coppi, parapetti per i pozzi ed elementi per le condutture dell'acqua.
Infine, essendo la fornace posta nell'isolato adiacente (seppur separato dalla plateia A) a quello dove sorge il tempio di Tinia, si pensa che gran parte degli elementi costitutivi il tetto del tempio e i doni votivi ad esso destinati siano stati prodotti proprio in questa fornace.

### Fonderia
Nel centro della città (Regio V, Insula 5) sorge una fonderia, adibita alla lavorazione del ferro e alla fusione del bronzo. La sua posizione al centro dell'abitato è alquanto curiosa e anomala rispetto ai modelli delle città greche a cui Kainua (che, si ricorda, è una città di stampo coloniale) si ispira, e dove le aree artigianali venivano relegate nelle zone periferiche. La particolarità della posizione denota una spiccata vocazione artigianale (e in questo caso metallurgica) della città etrusca già a partire dal VI secolo a.C., periodo a cui risalirebbe l'edificio.
Anche per la fonderia sono state individuate tre fasi di vita: la prima risalirebbe appunto al VI secolo a.C. ("Marzabotto I"), quando l'abitato era costituito per lo più da un gruppo di capanne di stampo primitivo; nel V secolo a.C. la fonderia sarebbe stata ampliata, aggiungendovi numerose infrastrutture; infine una massiccia ristrutturazione avrebbe interessato l'edificio a partire dalla fine del V secolo a.C.
Dall'esame delle scorie di lavorazione trovate all'interno della struttura si può accertare l'attività prevalente di lavorazione del bronzo per la produzione di oggetti come vasellame, fibule, statue votive ed ex-voto (dalla forma di parti anatomiche quali braccia, piedi e gambe). Poiché non è attestata l'esistenza di giacimenti minerari nella zona, è da ipotizzare un'importazione dei minerali necessari (soprattutto stagno e rame) dall'Etruria tirrenica, prevalentemente dall'isola d'Elba e dalle colline metallifere dell'alto Lazio. Nonostante l'assenza di giacimenti minerari Kainua era considerato come uno dei principali centri per la trasformazione dei minerali in metalli, grazie alla presenza sul territorio di grandi quantità di acqua e di alberi (legno), necessari per la lavorazione.

## Aree sacre e templi

### Acropoli
L'acropoli si trova a nord-ovest della città, su un pianoro (altura di Misanello) posto a 15 metri circa di dislivello sopra l'abitato e modificato dagli Etruschi nel VI secolo a.C. in modo da ricavarne due terrazzi naturali sui quali furono distribuiti gli edifici sacri, la maggior parte dei quali orientati verso sud, ovvero verso la città. L'acropoli era collegata all'abitato tramite la plateia B (oggi solo parzialmente scavata), che in quel punto avrebbe assunto una decisa pendenza per coprire il dislivello e raggiungere le pendici dell'acropoli stessa.
Tra il 1830 e il 1860 circa il conte Giuseppe Aria fece eseguire dei lavori per realizzare un parco. Durante gli scavi vennero alla luce le rovine di edifici sacri, più precisamente di cinque sul terrazzo inferiore (più ampio rispetto al terrazzo sovrastante), mentre solo di uno su quello superiore. Danneggiate pesantemente dall'erosione naturale del tempo e dagli stessi lavori di riqualificazione dell'area di metà Ottocento (che portarono alla demolizione ad opera di mine di parte dei terrazzi dell'acropoli - specialmente il lato est del terrazzo inferiore - e, quindi, delle strutture sacre sopra edificate), delle costruzioni originarie rimangono per lo più solo le fondazioni in ciottoli a secco, dei resti di porticati e alcuni altari-podio in travertino modanato, ovvero piccoli altari posti in posizione sopraelevata a cui si accedeva per mezzo di una breve scalinata.
Sempre durante gli scavi ottocenteschi furono trovati sul terrazzo superiore i resti di una piattaforma in travertino che, però, proprio durante i lavori furono rimossi e perciò oggi non sono più visibili. Questo ritrovamento, assieme alla posizione sopraelevata, rendono il terrazzo superiore il luogo adatto per essere la sedes augurationis (e in quest'ottica la piattaforma rimossa avrebbe assunto la funzione originaria di auguraculum) da cui esercitare il rito di fondazione della città che, seppur eseguito una volta sola (all'atto della fondazione vera e propria), veniva comunque commemorato annualmente grazie ad un altare appositamente preposto.
A tutt'oggi non sono state trovate prove archeologiche in grado di identificare il tipo di culto praticato nell'acropoli; si può soltanto supporre che le divinità a cui erano dedicati gli edifici sacri fossero quelle legate al rito di fondazione e ai cicli stagionali, con una particolare attenzione nei confronti delle divinità infere, vista la particolare posizione dell'acropoli proprio nel quadrante dedicato agli dèi infernali (nell'ottica della proiezione sul pianoro del templum celeste).

#### Edificio A
È l'altare più settentrionale fra quelli rinvenuti nell'acropoli, identificabile come un probabile tempio a cella unica. Si trova proprio vicino al margine orientale della terrazza inferiore e, proprio per questa sua posizione e per un sottile spessore di terra che lo ricopriva (minore rispetto agli altri altari riportati alla luce e meglio conservati), venne particolarmente coinvolto durante i lavori di riqualificazione delle proprietà Aria di metà Ottocento, dove le pietre che emersero furono sistematicamente asportate (e probabilmente riutilizzate altrove), alterando pesantemente il perimetro della struttura templare. Da quanto rimasto si possono, tuttavia, osservare due muri perimetrali perpendicolari che si incontrano nell'angolo nord-ovest e si presentano costituiti da blocchi parallelepipedi di travertino che poggiano sopra a tre strati di ciottoli a secco (solo in corrispondenza dell'angolo nord-ovest lo strato di ciottoli è sostituito da un ulteriore blocco di travertino di rinforzo), in maniera del tutto coerente con le altre strutture presenti sull'acropoli. Rimangono, tuttavia, ancora sconosciute le dimensioni originarie dell'altare; si può solo supporre che dovesse misurare almeno 13,93 metri in senso nord-sud e ben oltre gli 8,20 metri in senso est-ovest. Nuove ipotesi attribuiscono a questo edificio la forma originaria di un tempio periptero, poggiante su un podio e con una cella centrale e pronao.

#### Edificio B: il pozzo-altare
Posto ad ovest rispetto all'edificio A, è l'altare-podio più antico di tutta l'acropoli; lo rivelerebbe la struttura stessa dell'edificio, composta da grossi ciottoli a secco di matrice arcaica. Realizzato su un podio con relativa scaletta di accesso composta da cinque gradini, l'altare si presenta a pianta quadrata delle dimensioni di poco più di 4 metri per lato, mentre l'alzato, che emerge di 1,20 metri dal piano di calpestio, proseguirebbe per oltre 5 metri sotto la superficie. La particolarità di questo altare consiste nella presenza al centro di un pozzo rivestito in ciottoli a secco profondo tanto quanto la struttura stessa (tale profondità era dettata dalla necessità di raggiungere la falda acquifera sotterranea), il cui interno si presenta decisamente svasato verso il fondo. All'interno del pozzo sono trovate embrici e frammenti di vasi, ma soprattutto offerte votive di ossa animali (in particolare di bue, cervo, capra e maiale); questo porta ad identificarlo come pozzo sacrale (mundus), una sorta di porta che collegava, e allo stesso tempo teneva separati, i tre mondi: il Cielo, la Terra e gli Inferi e al cui interno venivano esercitati rituali sacrificali di animali proprio in onore delle divinità infernali (si ricorda che l'intera acropoli sorge, in riferimento alla proiezione in terra del templum celeste etrusco, in corrispondenza del quadrante abitato dalle divinità infere).
Durante gli scavi ottocenteschi venne trovata (e poi demolita) una vasca (della misura di 1,59 x 1,08 x 0,80 metri) adiacente al lato est della scalinata d'accesso e completamente rivestita da embrici, ovvero tegole, sia sul fondo che ai lati. Inizialmente scambiata dal Gozzadini per un sepolcro, a tutt'oggi non sono state trovate prove archeologiche che ne individuino esattamente la funzione originaria (si è ipotizzato che, presentandosi molto simile alle vasche per le fornaci trovate nell'abitato, anche questa avesse la funzione di contenimento dell'acqua presa dal pozzo dell'altare, forse per esigenze rituali).

#### Edificio C
Le rovine del tempio, posto ad ovest dall'altare-podio B, presentano diversi ambienti delimitati da muri (erroneamente interpretati dal Gozzadini come celle sepolcrali), di cui oggi soltanto 7 sono sopravvissuti e quindi visibili, anche solo parzialmente; infatti, dell'intera struttura è rimasto solo il lato ovest e nord (ovvero la parte posteriore del tempio), mentre la parte frontale, ovvero il lato sud, è andata perduta (forse già in epoca antica). Dopo che l'altare venne riportato alla luce, visto l'elevato rischio di crolli, si procedette ad abbassarne i muri superstiti di circa 40 centimetri per ragioni di sicurezza. Questo, assieme allo stato d'abbandono in cui il sito archeologico versò per diverso tempo, ai danni causati dai bombardamenti della guerra (che si accanirono sull'acropoli) e ai successivi restauri, modificò inesorabilmente la struttura dell'edificio sacro, rendendo difficile risalire alle sue caratteristiche originarie. Secondo i rilievi ottocenteschi le dimensioni planimetriche dovevano raggiungere i 18,20 metri di larghezza e almeno i 21,40 metri di lunghezza. Non sono, invece, state trovate tracce delle fondazioni relative ad una scalinata frontale d'accesso, come invece riscontrato nelle altre strutture sacre dell'acropoli. Per quanto riguarda la pianta del tempio, sulla base degli studi svolti è stata ipotizzata una struttura templare tuscanica dotata certamente di un tetto di copertura, di pronao a due ordini di colonne nel lato sud (parte frontale o pars antìca) e forse di tre celle contigue nel lato nord (pars postìca) oppure di un'unica cella centrale munita di alae laterali, oltre ad un vano retrostante poco profondo. Molte delle tegole ed antefisse trovate durante gli scavi sono probabilmente attribuibili a questo tempio.

#### Edificio D: il podio-recinto a cielo aperto
Posta ad ovest dal tempio C, è l'unica struttura templare dotata di rivestimento di modanature in travertino, a differenza delle altre rinvenute in sito. Altra particolarità è rappresentata da un avancorpo nella parte meridionale dell'edificio che termina con una scalinata d'accesso al podio di cinque gradini. Fu oggetto di un primo restauro nel 1865, poi di un secondo avvenuto prima del 1889 ed infine un ultimo intervento di restauro (massiccio e pressoché integrale) venne eseguito nel 1943, a seguito dei bombardamenti.
La piattaforma è a pianta quasi quadrata (9,20 x 9,10 metri), mentre l'avancorpo misura 3,30 x 2,80 metri circa, compresa la pedata del primo gradino della scalinata. Tutta la superficie templare (compreso l'avancorpo) presenta un piano di calpestio costituito da almeno tre strati di ciottoli a secco, poi fatti asportare in gran parte da Gozzadini che, nella convinzione di trovarsi di fronte ad un sepolcro monumentale, sperava di trovare all'interno una tomba e il relativo corredo funerario.
I muri perimetrali, costituiti da una cortina interna di ciottoli a secco e da blocchi in travertino modanati nella parte esterna, poggiano su una fondazione di ciottoli fluviali e pietre squadrate, sormontate a loro volta da lastre parallelepipede.
Dalle caratteristiche rilevate dagli studi archeologici (l'assenza di muri in alzato e di una tettoia) si ipotizza che questo altare-podio non fosse in origine un tempio chiuso, bensì semplicemente un recinto cultuale monumentale a cielo aperto, dove si sarebbero svolti rituali sacrificali e, forse, cerimonie collegate al rito di fondazione (l'altare D si trova adiacente al terrazzo superiore, dove avrebbe sede l'auguraculum, con cui - forse - era in comunicazione).

#### Edificio E
Dell'antico edificio E gli scavi ottocenteschi avevano portato alla luce soltanto un segmento di muro perimetrale nordest-sudest (in ciottoli a secco) addossato alle pendici del terrazzo superiore, a cui si intersecavano perpendicolarmente tre brevi tratti di muri che, in alcuni punti, raggiungevano una profondità di 3,80 metri (soltanto nell'altare-podio B si era notata una profondità simile). Svariate furono le ipotesi degli archeologi sulla natura delle rovine trovate: secondo Gozzadini poteva trattarsi di un edificio funerario articolato in diverse camere sepolcrali; Brizio lo ritenne un tempio a tre celle di tipo tuscanico; Mansuelli, invece, lo interpretò come un contrafforte murario, cioè una sorta di imponente muro di contenimento non funzionale (ovvero costruito per monumentalizzare l'area e non per contenere la collina), mentre per Giovanni Colonna era da considerarlo come un tempio inconsueto avente la facciata orientata verso est, ovvero verso il podio D (contrariamente agli altri edifici sacri, tutti orientati verso sud, ovvero verso l'abitato). A seguito dei recenti scavi (svolti tra la fine del 1990 e il 2000) è stata riportata alla luce l'intera pianta dell'edificio, che si scoprì essere un vero e proprio tempio a pianta rettangolare delle dimensioni di 27 x 16 metri, costituito da una cella centrale e due celle laterali meno ampie. Il tempio, avente la facciata orientata verso sud (ovvero verso l'abitato) - in linea con gli altri edifici sacri dell'acropoli, poteva avere funzioni di culto collegate probabilmente a quelle svolte sul terrazzo superiore. Un recente intervento di restauro ha nuovamente reinterrato parte del muro occidentale dell'edificio E per proteggerlo dal rischio di crollo.
Questo edificio sovrastava una sorgente ai piedi dell'acropoli, probabilmente dotata di una copertura architettonica (come farebbe pensare il ritrovamento di tegole ed antefisse in loco), presso la quale vi era probabilmente localizzata anche un'area sacra (così come attesterebbero i reperti ex-voto in bronzo a figura umana lì recuperati durante gli scavi ottecenteschi).

#### Edificio Y
La presenza di parecchi blocchi parallelepipedi di tufo calcare sul terrazzo superiore dell'acropoli fece presupporre la presenza di almeno un altro edificio sacro, poi in gran parte scavato, asportato e distrutto durante gli scavi del 1856 per la realizzazione del parco. Testi di antichi scavi lo descrivono come una torre in elevato angolata. Dallo studio di questi blocchi ed altre rovine si può supporre che questo edificio era probabilmente delle dimensioni di 14 x 3,20 metri ed era dotato di una scalinata d'accesso e di un porticato addossato alla pendice settentrionale dell'altura. A partire dal 1979 una nuova ipotesi identificherebbe l'edificio con l'auguraculum, ovvero un osservatorio posto necessariamente in posizione sopraelevata per avere una visione ampia dell'orizzonte del cielo e del pianoro sottostante, da cui esercitare il rito di fondazione della città.

### Tempio di Tinia
Gli scavi archeologici effettuati nel 1999 portarono alla luce (nella Regio I, Insula 5) le rovine di un tempio monumentale, di cui rimangono solo le fondazioni in ciottoli a secco. L'edificio di culto, l'unico presente nell'abitato e non nell'acropoli, in origine vantava notevoli dimensioni: 35,50 metri di lunghezza x 21,75 metri di larghezza e, essendo posto nella parte più a nord dell'abitato, era la prima struttura imponente della città a cui ci si trovava di fronte se si proveniva dalla vicina Felsina. Posto all'incrocio tra il cardo (plateia A) e la prima traversa (plateia B), il tempio mostra nella planimetria una mescolanza di elementi architettonici tipicamente etruschi con elementi di stampo ellenico richiamanti la classica struttura periptera del tempio greco. Esso, infatti, se da una parte presenta elementi architettonici tipicamente etruschi, come un doppio ingresso (uno in corrispondenza della plateia B e l'altra in prossimità dello stenopoi, ovvero la strada secondaria ad est), oltre ad un podio (che lo sopraelevava e a cui si aveva accesso grazie ad una imponente scalinata frontale, di cui sono state trovate le tracce) e al classico pronao, dall'altra parte presenta anche un elemento tipicamente greco, ovvero un colonnato che circondava interamente l'edificio (mentre nella piante templari etrusche le colonne erano presenti solo sulla facciata d'entrata al tempio). Analoghi esempi di templi etruschi di questo tipo sono riscontrabili nel tempio di Vulci e nel tempio B di Pyrgi. L'interno del tempio era costituito da un'unica cella centrale munita di divisoria e bipartita nella parte retrostante.
Il tempio era molto probabilmente dedicato al dio Tinia (massima divinità etrusca, equivalente al dio Zeus greco e al dio Giove romano); questo lo farebbe presupporre il ritrovamento al suo interno di un fondo di olla riportante incisa la scritta etrusca Tinś, che significa di Tinia, ovvero una dedica al dio Tinia. Tuttavia si pensa che il tempio (oltre a svolgere funzioni cultuali), assieme all'adiacente isolato, fungesse anche da luogo di aggregazione della comunità etrusca (con funzioni simili all'agorà greca e al foro romano).
Una curiosità sul tempio è data dalla sua particolare posizione: secondo la suddivisione del templum celeste, infatti, la posizione del tempio corrisponderebbe alla proiezione terrena della sede celeste del dio etrusco Tinia.

### Santuario Fontile
A nord-est dell'abitato sono stati ritrovati i resti di un altro edificio sacro. L'edificio misura 9 x 7,50 metri e sorge nei pressi di una sorgente naturale. Il santuario, originariamente caratterizzato da una copertura, era dedicato al culto delle acque salutari, così come testimonia l'esistenza al centro dell'edificio di una vasca rettangolare adibita alla raccolta delle acque con relativo pozzo di decantazione. L'acqua della sorgente veniva fatta confluire nella vasca, per poi farla defluire verso nord attraverso un canale di scarico costituito da ciottoli di fiume ed elementi in travertino.
Molti furono i ritrovamenti nell'area: a partire dagli ex voto costituiti da parti anatomiche umane (braccia, gambe e piedi), ma anche altre statue votive immortalate nella classica posa dell'orante (con le braccia allargate e i palmi delle mani rivolti verso il basso), così come frammenti di recipienti in ceramica e di bacili in bronzo, marmo e terracotta. Le statue votive erano probabilmente esposte in uno spazio esterno all'edificio, dove venivano fissate - in genere - attraverso appositi perni appuntiti posti sotto i piedi della statuetta su basi modanate in travertino. Di grande rilevanza è il ritrovamento di frammenti di una coppa su cui sono rappresentati Agamennone e Achille mentre giocano a dadi; tale rinvenimento è di grande importanza archeologica, perché risalente alla seconda metà del VI secolo a.C. e questo attesterebbe l'esistenza del santuario fontile già a partire dalla prima fase di fondazione della città ("Marzabotto I").

### Santuario della Terza Stipe
Fuori dall'impianto urbano, a circa 40 metri di distanza a nord-est dal santuario fontile, sono stati trovati i resti di un'altra area sacra, costituiti per lo più da cippi, doni votivi tipici delle stipi votive e da una notevole quantità di elementi architettonici e frammenti di blocchi ortostati in travertino che, assieme alle sottostanti fondazioni in ciottoli, hanno fatto presupporre l'esistenza di un edificio sacro (denominato santuario della terza stipe); tutti i reperti sono stati rinvenuti nei pressi di quello che si è rivelato essere un canale, originariamente largo circa 20 metri, costruito per trasportare le acque fuori dalla città.

Gli scavi hanno permesso di identificare tre fasi di occupazione dell'area. Una prima fase risalerebbe al VI secolo a.C. ("Marzabotto I") dove l'area sacra, fino ad allora costituita semplicemente da un fossato naturale in cui confluivano le acque del pianoro di Misano, venne sottoposta ad opere di ingegneria idraulica, culminanti nella costruzione di un canale per la corretta distribuzione delle acque. Durante una seconda fase, risalente agli inizi del V secolo a.C., furono invece svolte le opere di riqualificazione dell'area, costituite, oltre che dal riassetto del canale, anche dalla costruzione di un santuario sulla sponda occidentale dello stesso. La presenza nell'alveo del canale di elementi architettonici (fra cui un acroterio) dell'edificio sacro e di cippi votivi (cippi che presentano un foro centrale ideato per porvi all'interno una statuetta votiva), oltre a corna di cervo e frammenti di ceramica celtica fanno presupporre l'abbandono dell'area sacra tra la fine del IV e gli inizi del III secolo a.C. (terza ed ultima fase), ovvero in concomitanza con l'occupazione dei Galli Boi; la mancata manutenzione del canale ha probabilmente provocato un accumulo di detriti tale da causare un innalzamento delle acque fino a provocare il crollo della sponda occidentale del canale, trascinando con sé la parete adiacente dell'edificio sacro e, quindi, gran parte del santuario. A prova di tale ipotesi ci sarebbe l'esame al carbonio-14 a cui furono sottoposti i frammenti lignei dell'interro del canale, che confermerebbe la copertura totale del canale proprio nel periodo indicato. 
Fra gli elementi ritrovati, di particolare interesse è una statuetta in bronzo che, a differenza della maggior parte delle statue votive rinvenute, non è schematica e approssimativa, bensì molto ricca di particolari. Alta 30 centimetri e prodotta probabilmente in una delle officine di Marzabotto, la statua raffigura una fanciulla (denominata la signora di Marzabotto) in atteggiamento solenne (proprio delle korai ioniche, ovvero un braccio teso lungo il fianco la cui mano tiene un lembo del chitone e l'altro braccio è piegato nel gesto di porgere un'offerta - in questo caso un fiore) che, seppur vestita e acconciata come le tipiche donne greche, indossa la tebenna (mantello-toga), mentre ai piedi calza i calcei repandi, entrambi elementi tipicamente etruschi. Il modello di riferimento è, come già accennato, quello della kore ionica, molto diffuso in tutta l'Etruria. Secondo gli archeologi la statuetta, databile tra la fine del VI secolo a.C. e gli inizi del V secolo a.C., potrebbe raffigurare una donna etrusca di alto rango e, il suo luogo di ritrovamento nei pressi del santuario, fa supporre si trattasse di un dono votivo ad una divinità etrusca, come Turan (l'equivalente della greca Afrodite e della romana Venere) o, comunque, una divinità femminile, a cui solitamente venivano dedicati i templi costruiti appena fuori città, in area extraurbana (come in questo caso) e destinati ad accogliere i forestieri.

## Necropoli
Completano il sito due necropoli, di cui una a nord e l'altra a sud-est della città, fuori dalle porte urbane. Ognuna delle due necropoli è costituita da due nuclei principali di tombe (est e ovest per la necropoli nord, mentre nord e sud per la necropoli est), separati nel mezzo da una strada extraurbana che collegava Kainua da una parte con Felsina (necropoli nord) e dall'altra con l'Etruria tirrenica (necropoli est). In origine le tombe erano totalmente ipogee e la loro presenza era segnalata solo da un segnacolo funerario emergente e dalla forma più disparata: dal semplice ciottolo di fiume (la cui forma era simile a quella di un uovo, scelto probabilmente per il suo valore simbolico, ovvero quello della rinascita riferita all'anima del defunto), al cippo in marmo a pigna, o in pietra a bulbo sferico e a colonnetta.
Il dissotterramento delle tombe e, talvolta, il loro spostamento, rese difficile risalire all'orientamento e alla posizione originaria delle tombe. Sembra, tuttavia, che esse non avessero un orientamento particolare (se si esclude un unico caso nel nucleo settentrionale della necropoli est) e che non ci fosse distinzione di classe sociale, anche se non è possibile stabilirlo con certezza poiché i vari elementi dei corredi funebri furono inizialmente mescolati. Quello che si può notare è che le tombe della necropoli nord sembrano più pregiate rispetto a quelle della necropoli est, non solo a livello di corredo funerario (più standardizzato nella necropoli est), ma anche a livello di segnacolo: infatti queste tombe presentano frequentemente cippi in marmo lavorato, del tutto assenti invece nella necropoli est (dove invece sono presenti solo semplici ciottoli di fiume). Infine, è possibile distinguere le tombe femminili da quelle maschili solo se in presenza di particolari oggetti del corredo funebre come specchi, alabastra e ornamenti in generale. Gli elementi del corredo funerario sono sia di produzione locale che di importazione (specialmente dalla Grecia e dall'Etruria tirrenica) e sono costituiti per lo più da reperti in terracotta e in bronzo, come vasellame, statuette, cimase di candelabri ed altri oggetti utili per il banchetto ultraterreno, come da concezione greca. Tutte le tombe sono monosome, ovvero accolgono le spoglie o le ceneri di un defunto; soltanto una tomba a fossa della necropoli est accoglie i resti di tre corpi inumati.

### Necropoli Nord
Originariamente la necropoli nord si trovava in posizione leggermente sopraelevata rispetto a quella dell'abitato, il cui collegamento oggi è interrotto dalla strada Porrettana, lasciando isolato il sepolcreto.
I primi ritrovamenti di tombe avvennero tra il 1856 e il 1861, in concomitanza con i lavori eseguiti per la realizzazione di un parco all'inglese e dell'adiacente laghetto artificiale nei pressi della villa, che portarono alla luce diversi elementi funerari appartenenti ad almeno due tombe a cassone della necropoli nord, mentre ci furono altri rinvenimenti durante i lavori per la sistemazione della strada statale Porrettana. All'inizio si pensava fossero tombe isolate; pertanto furono spostate dal loro luogo di ritrovamento e posizionate lungo i margini dello stesso laghetto a scopo ornamentale. Solo a seguito degli scavi ufficiali (diretti dal Gozzadini tra il 1865 e il 1869) fu portata alla luce la vera e propria necropoli, costituita da 168 tombe monumentalizzate ripartite in due nuclei distinti (di cui oggi sono visibili 53 sepolture nel nucleo occidentale e 91 in quello orientale) e separati da una strada. Se a seguito dei primi lavori di sbancamento fatti con mine la maggior parte delle tombe a cassone, a fossa e a pozzetto appartenenti al nucleo occidentale della necropoli andarono distrutte, quelle del settore orientale (portate alla luce con gli scavi archeologici) furono semplicemente dissotterrate, ma sostanzialmente lasciate in corrispondenza del luogo di ritrovamento.

### Necropoli Est
Posta a sud-est della città, su un piano più basso rispetto all'abitato e più vicino alla riva del fiume Reno, la necropoli est fu integralmente portata alla luce a seguito degli scavi condotti dal Gozzadini tra il settembre 1867 e il dicembre 1873, la cui presenza era segnalata dall'affioramento di lastre tombali molto simili a quelle all'epoca appena rinvenute nella necropoli nord. I documenti attestano la presenza di 125 tombe monumentalizzate, raccolte in due nuclei distinti e separati da una strada centrale (come per la necropoli nord): il settore settentrionale (dove sono visibili 22 tombe) e quello meridionale (con 28 tombe visibili). Si ipotizza, però, che parte della necropoli est originaria (se non altro il lato orientale e quello meridionale, ossia quelli prospicienti il fiume) sia franata nel Reno e che, quindi, in origine il sepolcreto fosse più vasto.
La necropoli era collegata all'abitato attraverso la porta monumentale est, di cui oggi rimangono solo le fondamenta. Le tombe a cassone furono semplicemente portate in superficie, ma sempre nel punto di ritrovamento delle stesse, mentre le tombe a fossa e quelle a pozzetto furono distrutte. Come per la necropoli nord, anche in questo caso non sembrerebbe esserci una distinzione di classe tra le sepolture, né un orientamento comune preciso; soltanto il settore settentrionale presenta una serie di tombe allineate in file parallele alla strada e orientate in senso est-ovest.

### Tipologia di tombe
Le tombe trovate nelle necropoli sono principalmente di tre tipi: tombe a cassa, tombe a pozzetto e tombe a fossa; nelle prime due il rituale era quello dell'incinerazione, mentre le tombe a fossa erano ad inumazione. Sull'esempio di tombe etrusche coeve, probabilmente anche queste presentavano l'interno originariamente intonacato, anche se ad oggi non ne è rimasta traccia.

#### Tombe a cassa
Le tombe a cassa (chiamate anche a cassone o a cassetta) sono tombe rettangolari costituite da lastre di pietra e infossate nel terreno. All'interno venivano disposte le ceneri del defunto, probabilmente avvolte in un drappo di tessuto, assieme al corredo funerario. La tomba veniva poi coperta da una lastra, in piano oppure a doppio spiovente.

#### Tombe a pozzetto
Tombe dalla forma circolare, scavate nel terreno, le cui pareti venivano incamiciate con uno strato di ciottoli disposti a secco. Nella tomba veniva disposto un vaso cinerario (del tipo autoctono, ma anche di importazione) contenenti le ceneri del defunto, assieme agli oggetti del corredo funebre.

#### Tombe a fossa
Contrariamente ai due precedenti tipi di tombe, in questo caso il defunto non veniva incinerito, bensì inumato. La tomba, di forma rettangolare, aveva le dimensioni poco più grandi di quelle del defunto ed era scavata nel terreno; le pareti venivano rivestite, ma non necessariamente, di ciottoli a secco. All'interno veniva disposto il defunto in posizione supina, vestito e con indosso gioielli e ornamenti. Tutto intorno al corpo venivano disposti gli oggetti del corredo funebre. Spesso nella mano destra il defunto impugnava l'Aes rude, a cui gli archeologici attribuiscono una funzione simile all'obolo di Caronte, necessario per il viaggio del defunto nel mondo dei morti. Si pensa che la tomba venisse coperta con delle assi di legno su cui venivano disposti dei ciottoli di fiume.
Nella necropoli est è stata trovata una tomba a fossa contenente le ossa di almeno tre corpi umani, unico episodio finora trovato in entrambe le necropoli.

## Produzione artigianale
Come conferma la presenza della fonderia, della fornace e dei settori ad uso artigianale delle case-bottega, Kainua era una città con una spiccata vocazione artigianale, specializzata nella lavorazione della ceramica e del bronzo.

### Ceramica
La materia prima per la lavorazione della ceramica (argilla) veniva prelevata nelle vicinanze. Fra i prodotti finiti sono stati rinvenuti molteplici tipi di vasi d'uso domestico, atti sia al consumo dei cibi che alla loro conservazione: olle, catini, coppe, brocche, piatti, tazze, mortai ed altro. Prodotti sia in ceramica grezza che depurata, alcuni di essi si presentano acromi, mentre su altri si rilevano deboli tracce di pitture. Da segnalare anche la produzione di vasi in bucchero, come da tradizione artigianale etrusca. Oltre ad oggetti d'uso domestico venivano prodotti anche elementi architettonici (coppi, tegole, antefisse ed altro) sia per gli edifici sacri che per le case, oltre ai parapetti per i pozzi idrici delle abitazioni e alle condutture degli impianti idrici.

### Metalli
A differenza dell'argilla, che veniva recuperata direttamente nelle vicinanze, la materia prima (stagno e rame) per la produzione e la lavorazione del bronzo veniva importata dall'Etruria tirrenica, non essendoci tracce, in zona, di giacimenti da cui estrarre direttamente i minerali necessari. Due erano le principali zone di importazione dei metalli: l'isola d'Elba e le colline metallifere dell'alto Lazio. Una volta estratti e importati i minerali necessari, gli antichi Etruschi li trasformavano in bronzo utilizzando legno e acqua, presenti in grandi quantità sul territorio, (elementi, questi, che resero Kainua un importante centro di trasformazione dei metalli).
Fra i prodotti finiti, a parte gli oggetti d'uso quotidiano, è stato recuperato un numero considerevole di piccole statuette bronzee di natura votiva, raffiguranti per lo più l'offerente (sia di sesso maschile che femminile) nell'atto della preghiera, ovvero con le braccia aperte e i palmi delle mani rivolti verso il basso. Tali statuette presentano dei perni sotto ai piedi per essere fissate su apposite basi in legno o in travertino. Accanto ad esse, molto schematiche nella forma, sono state trovate altre statuette di maggiore qualità artistica (più delineate nella forma e ricche di particolari) che ricalcano da vicino il modello ionico della kore.
Infine, frequenti sono stati i ritrovamenti di ex voto rappresentanti parti anatomiche quali braccia e gambe, specialmente nei pressi del santuario fontile.

## Commercio
Oltre alla produzione locale si ritiene che Kainua fosse un'importante città commerciale posta in un punto strategico lungo la via di transito che collegava l'Etruria padana con l'Etruria tirrenica, le popolazioni d'oltralpe (via terra) e il mondo greco (attraverso il fiume Reno, che all'epoca si immetteva in un ramo terminale del fiume Po chiamato Spinete sfociante nel mare Adriatico). Ne sarebbero testimonianza i numerosi esempi di ceramica greca (in primo luogo di tipo calcidese e attica), rinvenuti durante gli scavi e l'ampia gamma di oggetti in bronzo di produzione tirrenica. Tali commerci sarebbero iniziati fin dalla prima fase di fondazione della città: il VI secolo a.C. La ceramica greca sarebbe giunta direttamente dagli empori del porto di Adria e successivamente da Spina durante la prima fase di sviluppo, mentre nella fase successiva attraverso Felsina e includeva oggetti sia di uso quotidiano (anfore contenenti vino e olio - spesso a loro volta esportati oltralpe - brocche, crateri ed altro), ma anche da toletta - come le pissidi - per riporvi profumi, gioielli e altri oggetti personali femminili, oltre a ceramiche destinate alla sepoltura. Altro elemento che veniva importato dalla Grecia era il marmo, sia allo stato grezzo che lavorato, ed era destinato per lo più a statue, bacili e cippi funerari.
Dall'Etruria tirrenica si importavano invece oggetti in metallo, per lo più vasellame destinato all'uso quotidiano, ma anche specchi e candelabri, mentre da oltralpe i celti fornivano manodopera in termini di schiavi e forza lavoro in generale, qualche uomo armato e soprattutto stagno e ambra. Per contro, gli Etruschi avrebbero commerciato principalmente grano e carne da allevamento (soprattutto pollame e suini).

## Galleria d'immagini

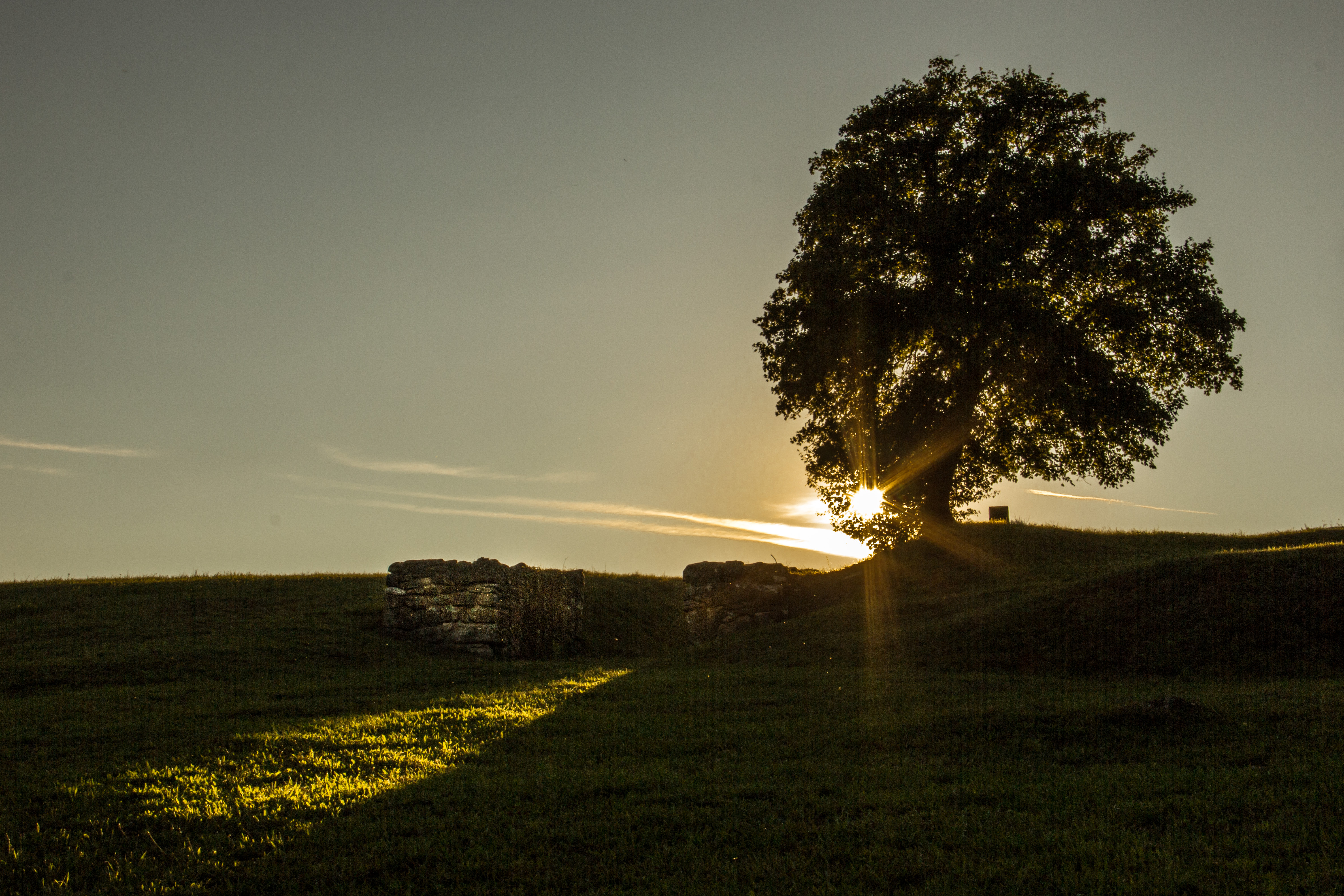
Veduta al tramonto delle rovine dell'ingresso monumentale est alla città etrusca
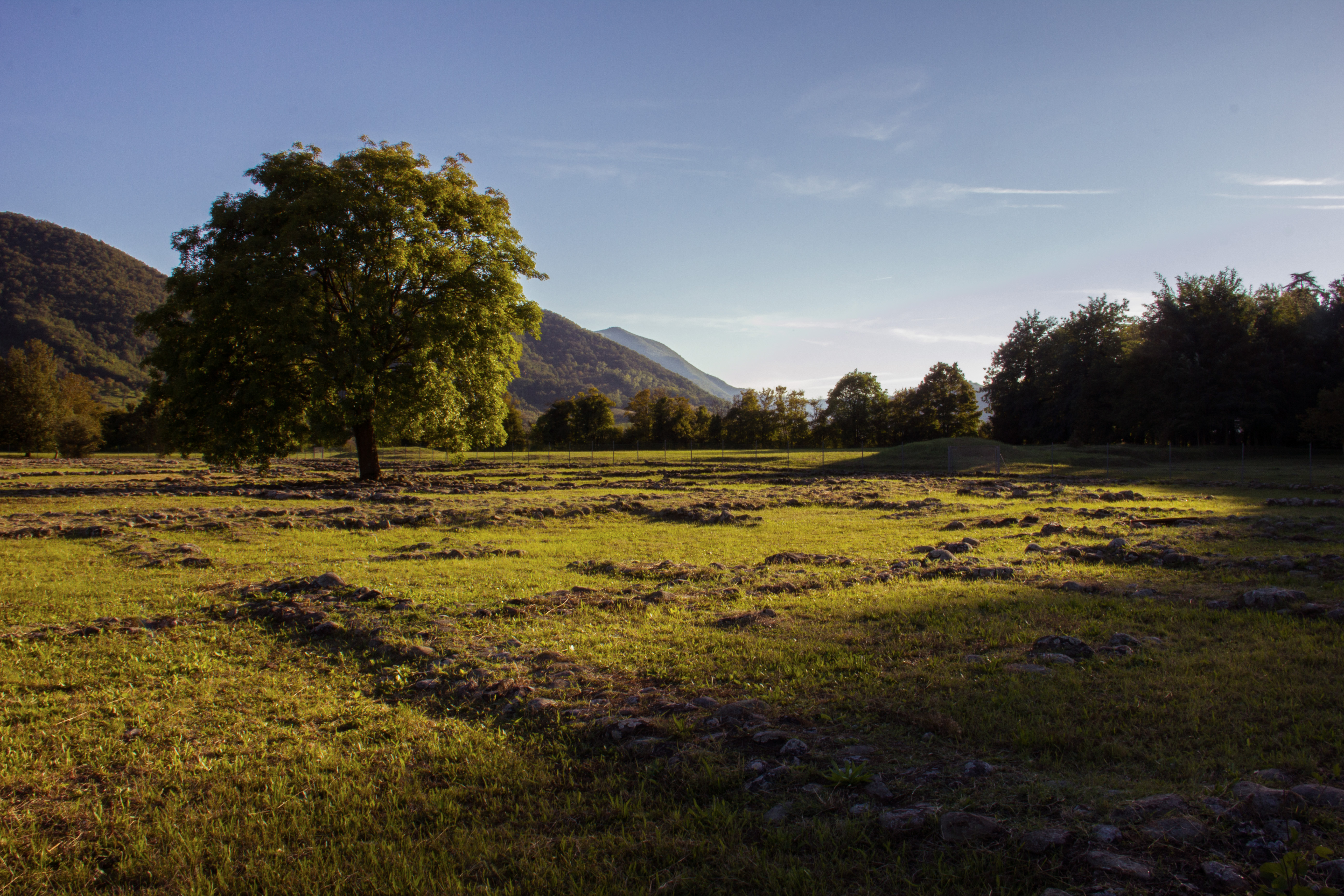
Veduta delle fondazione della città
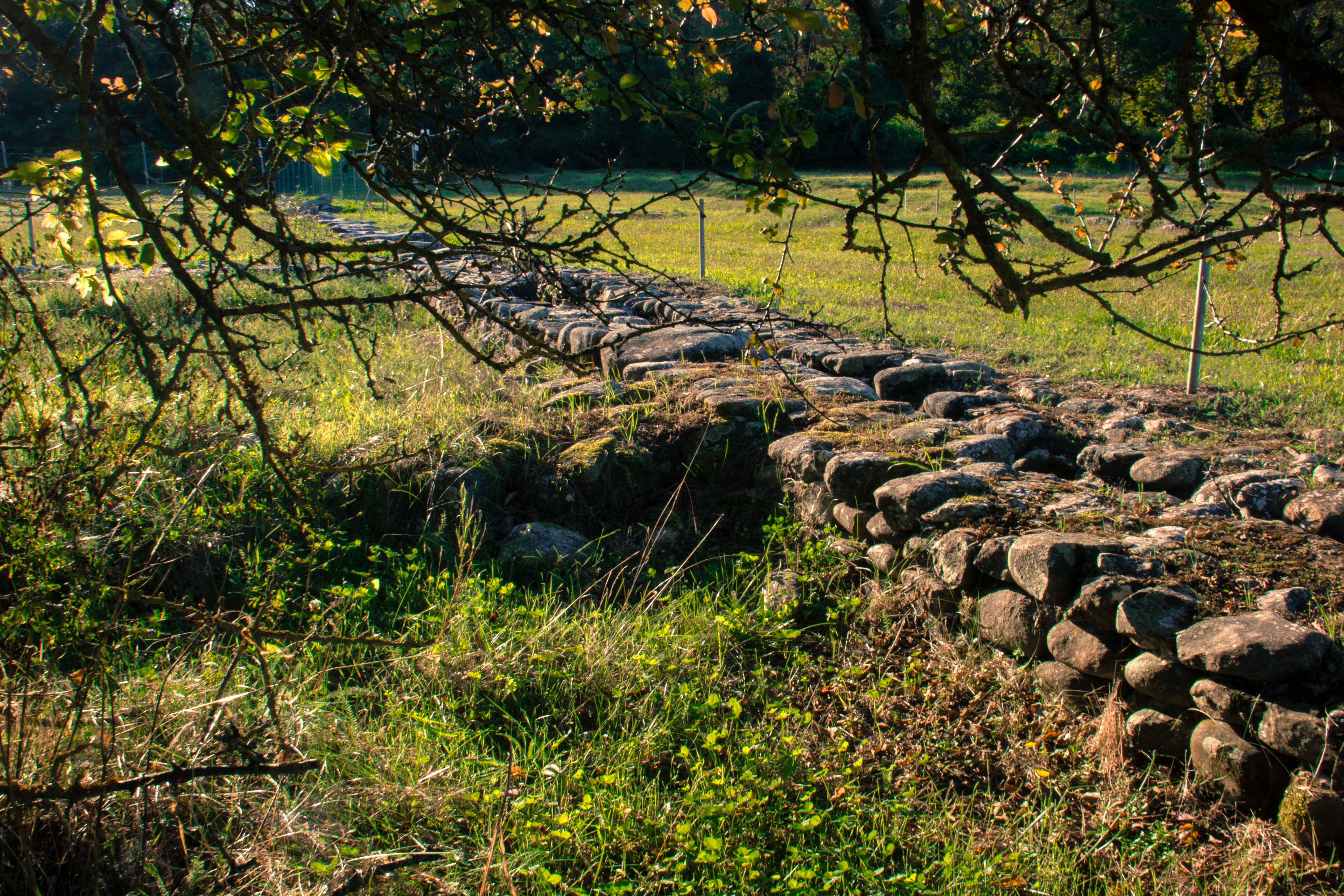
Particolare di una fondazione di una casa etrusca
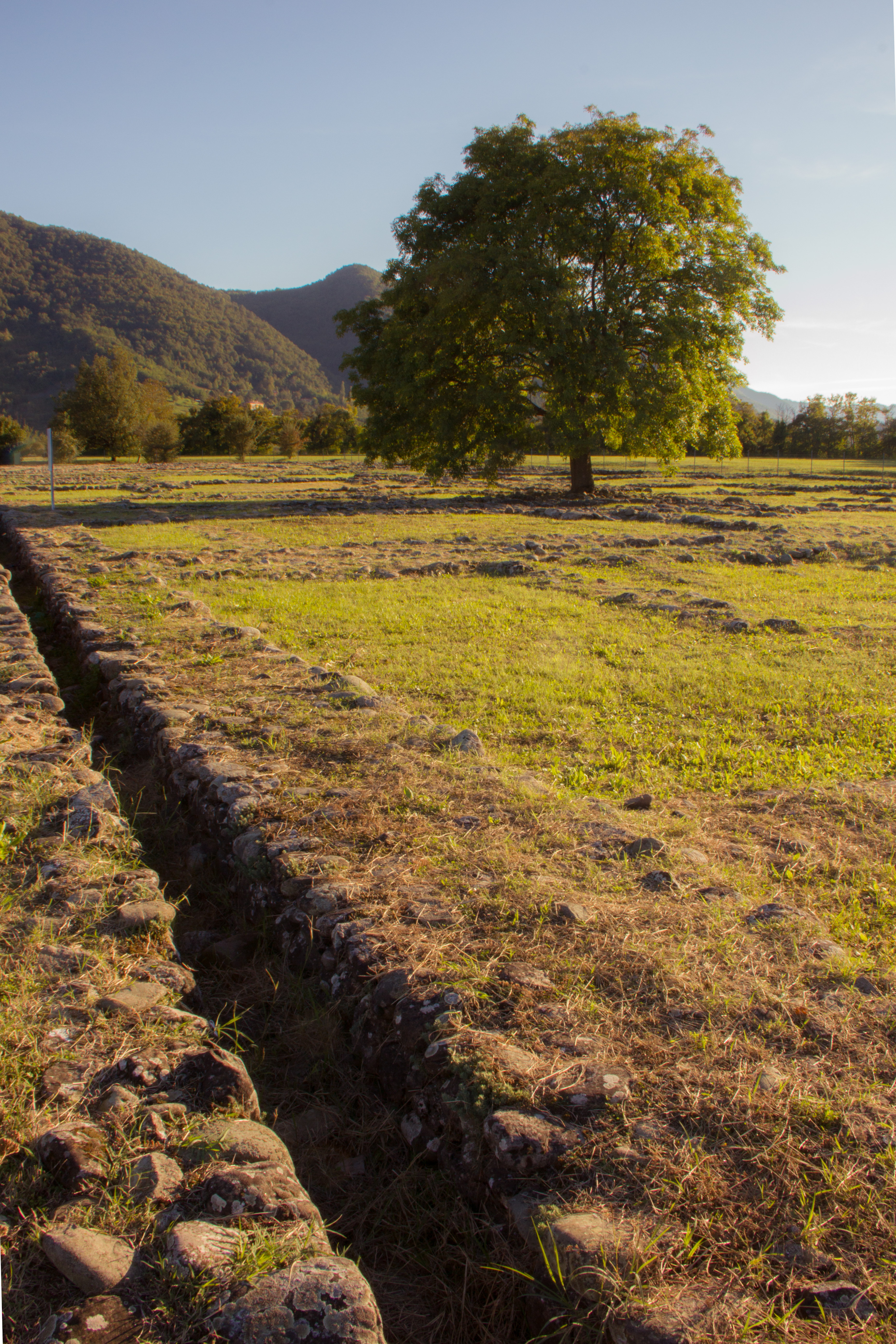
Canaletta di scolo: particolare
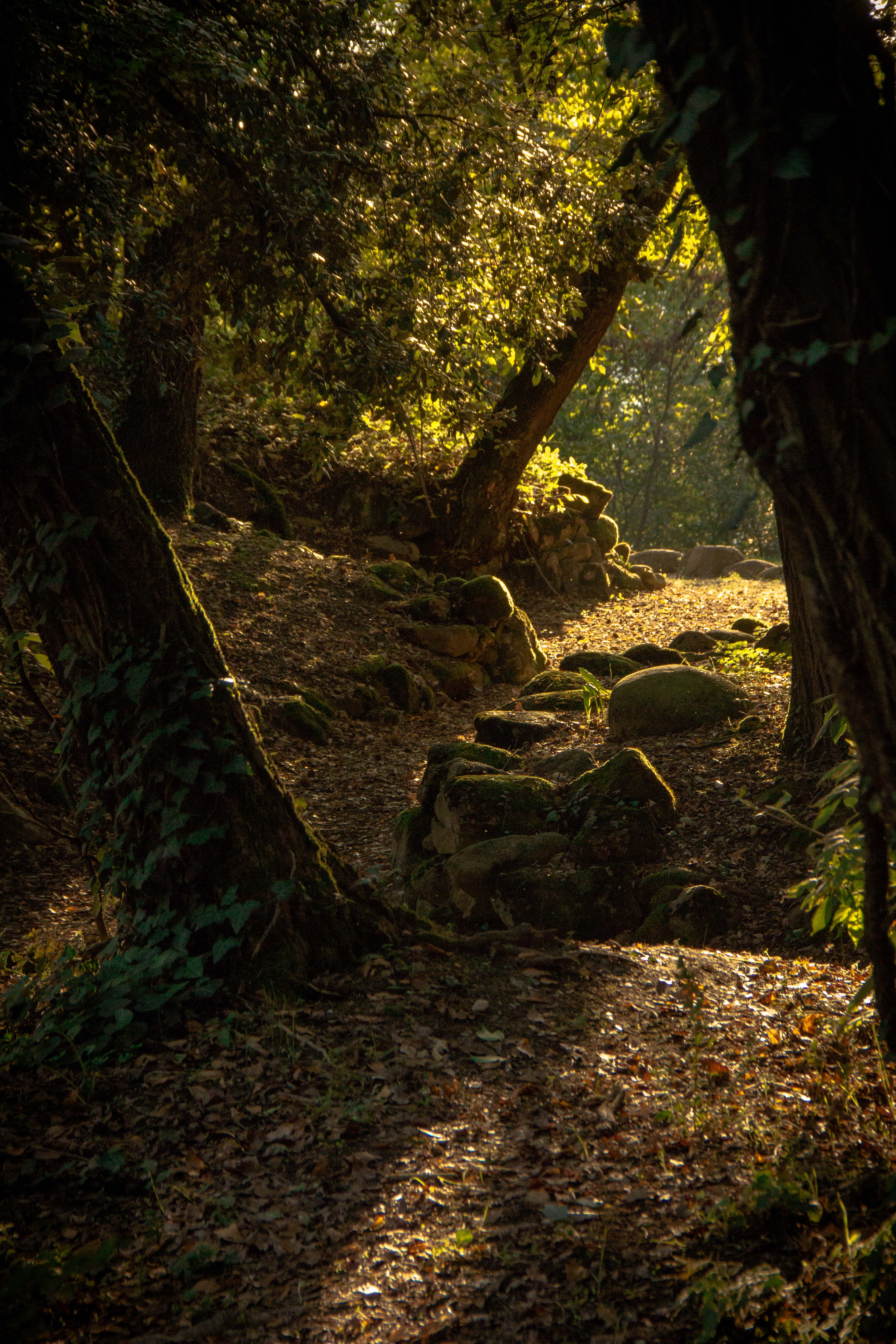
Sentiero presente nell'acropoli etrusca
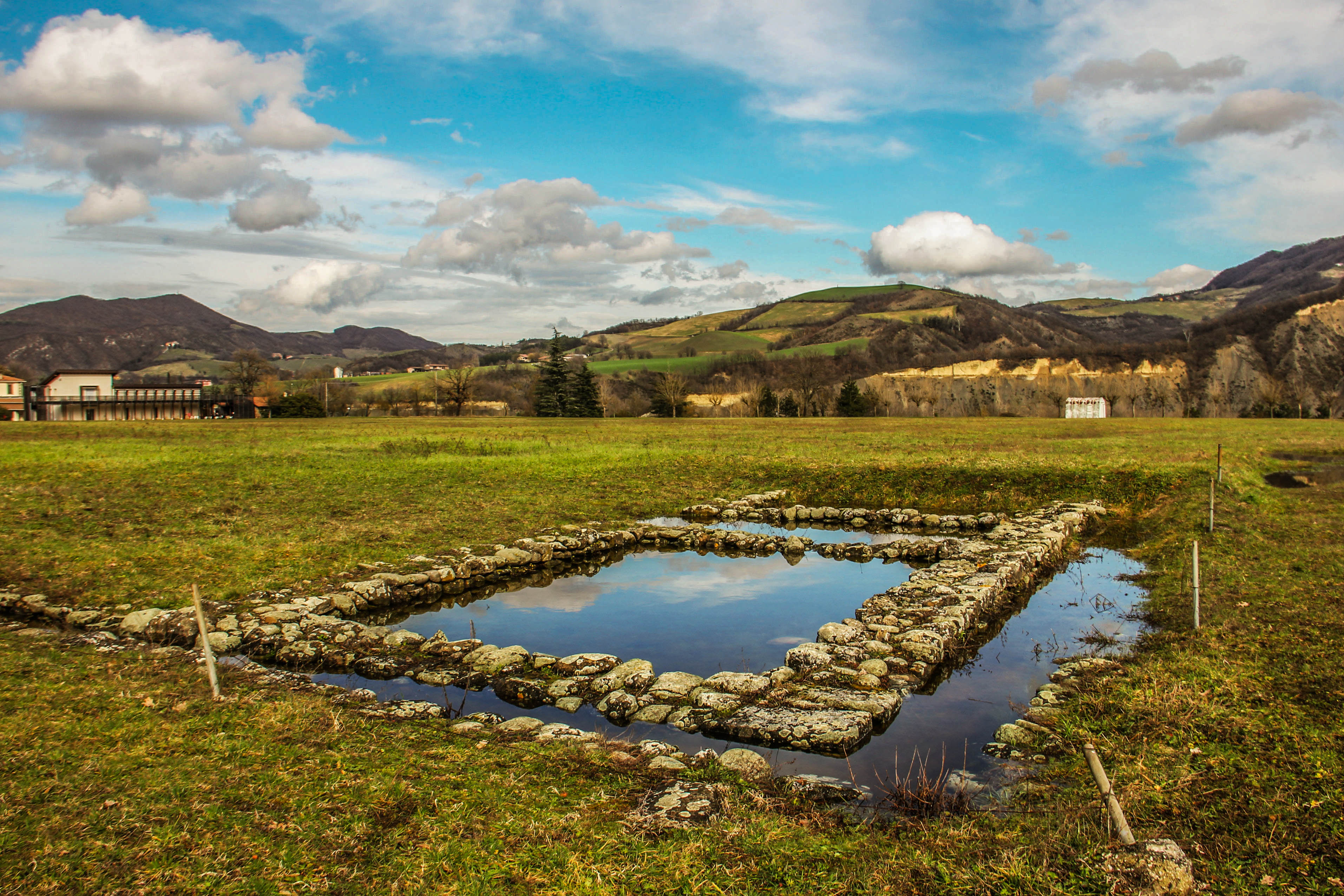
Fondazioni di un'abitazione, dopo la pioggia
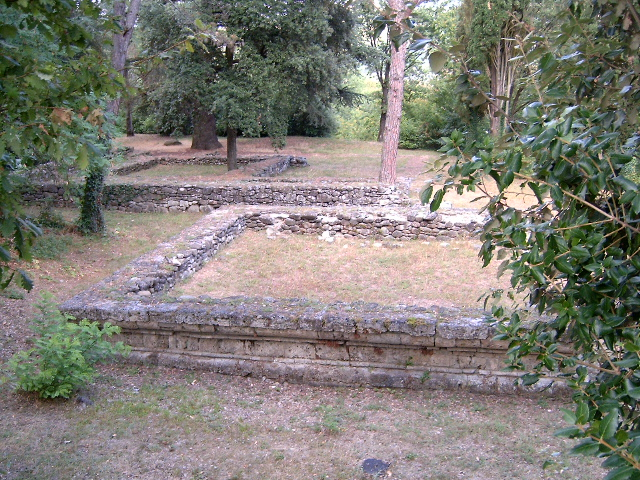
Resti di basamenti di altari-podio presenti nell'acropoli
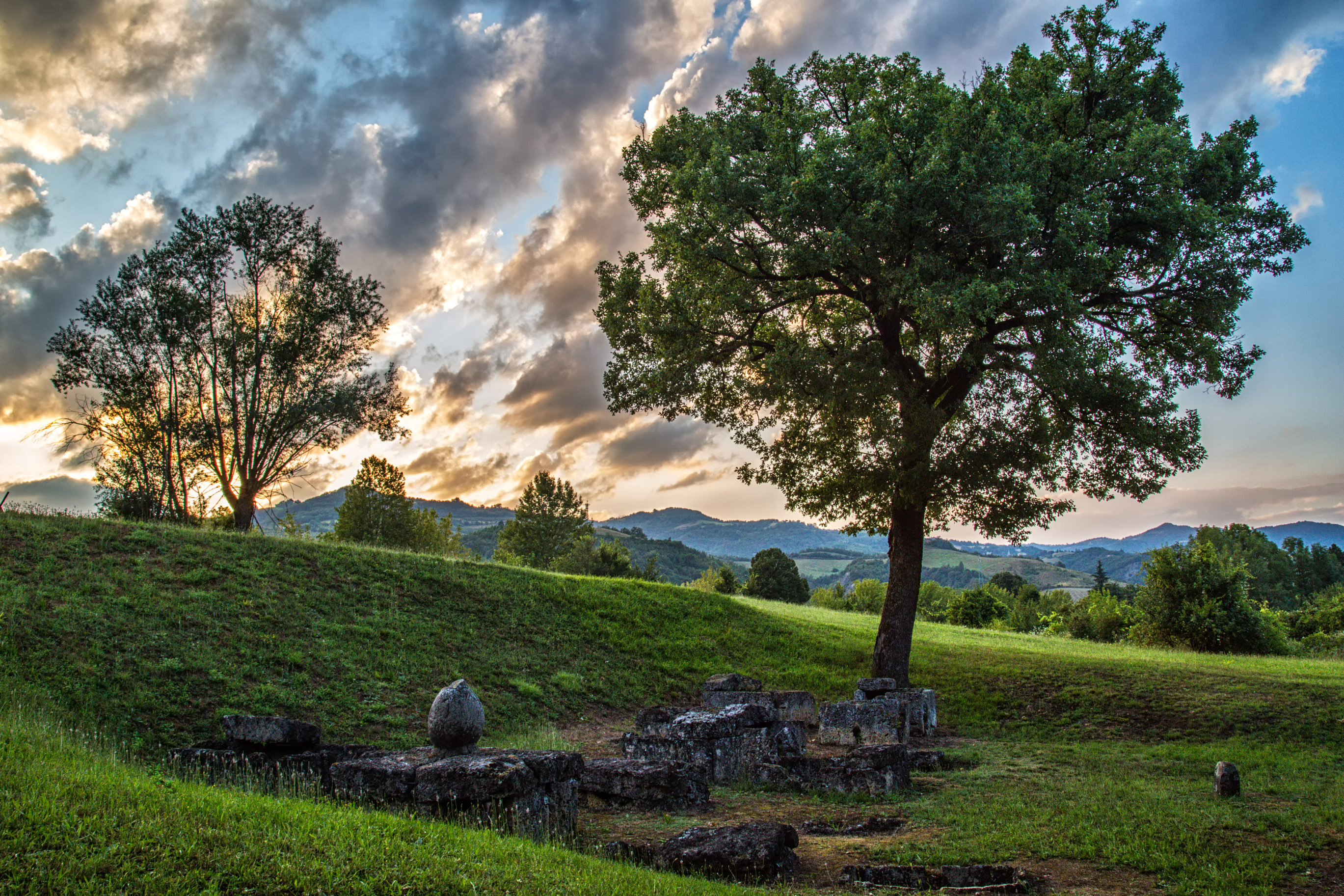
Scorcio della necropoli est
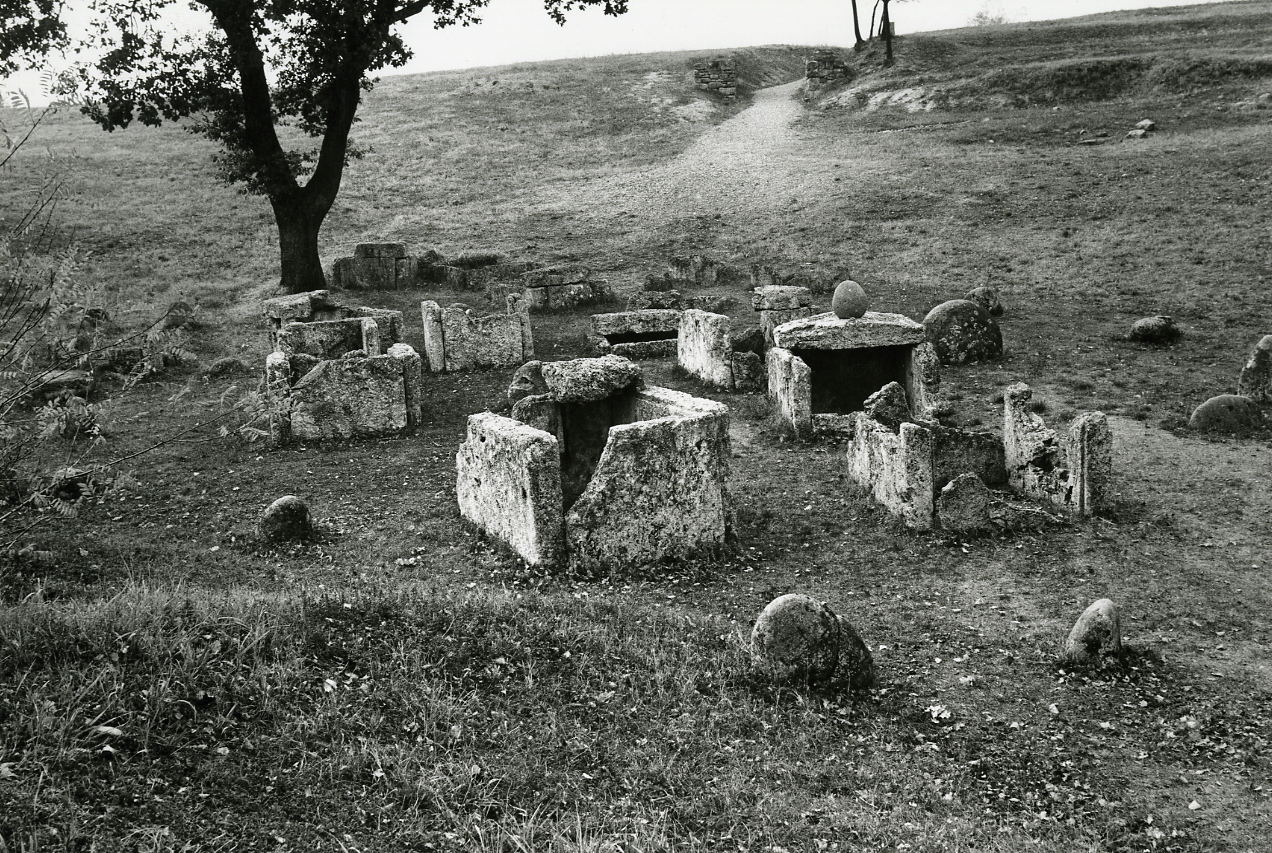
Veduta della necropoli est e delle rovine dell'ingresso monumentale alla città
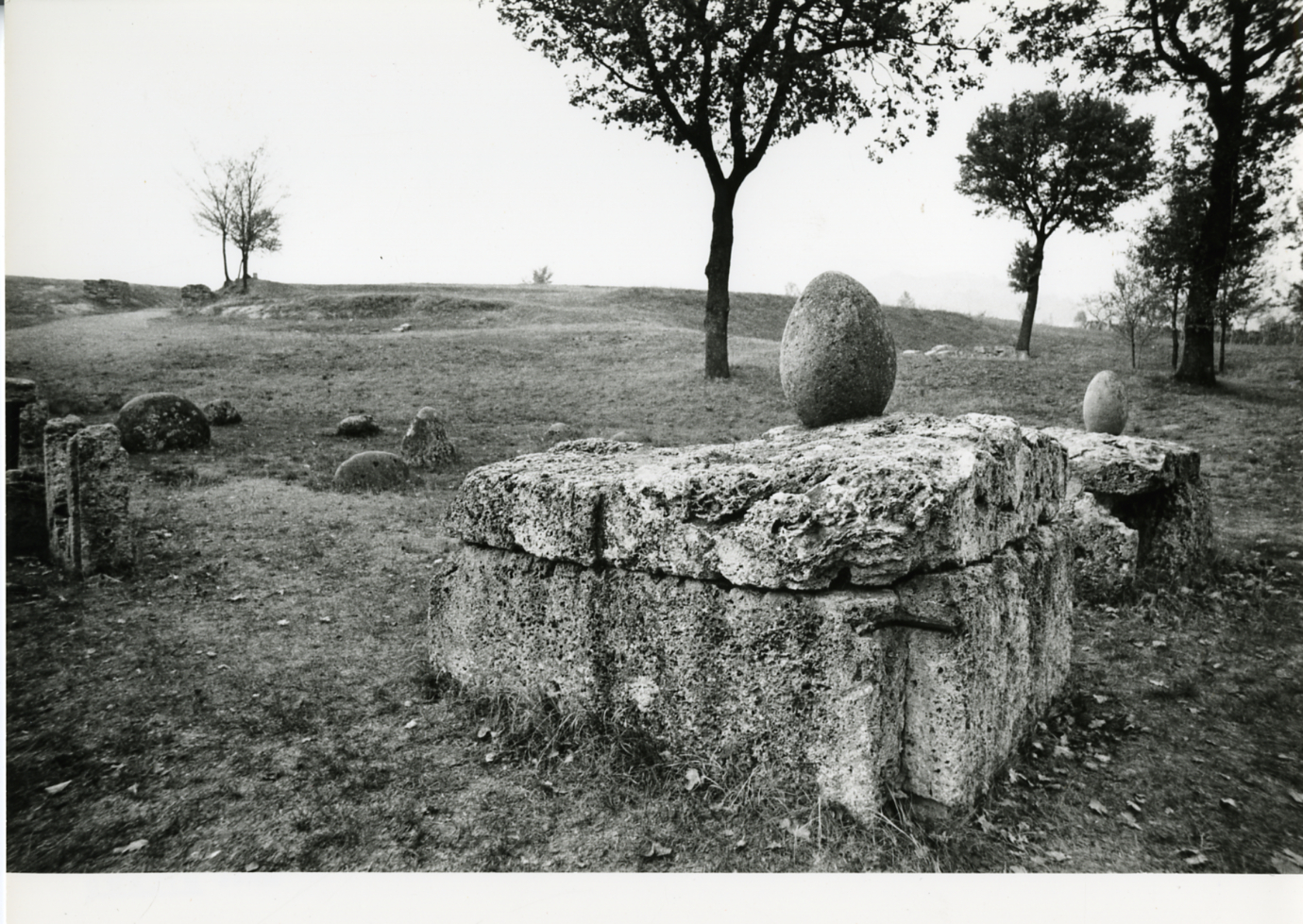
Necropoli est: particolare di una tomba a cassa
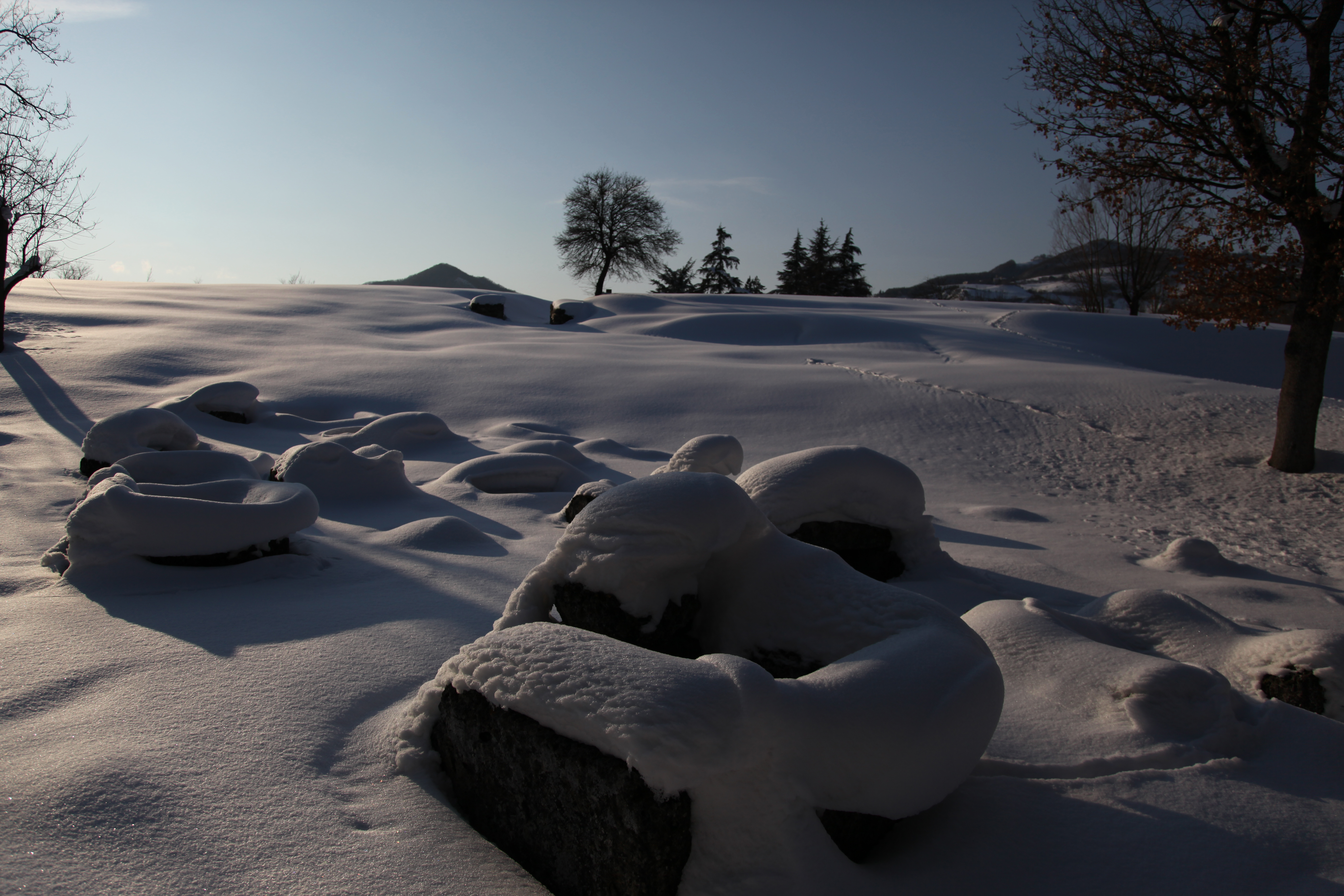
Alcune tombe della necropoli est innevate
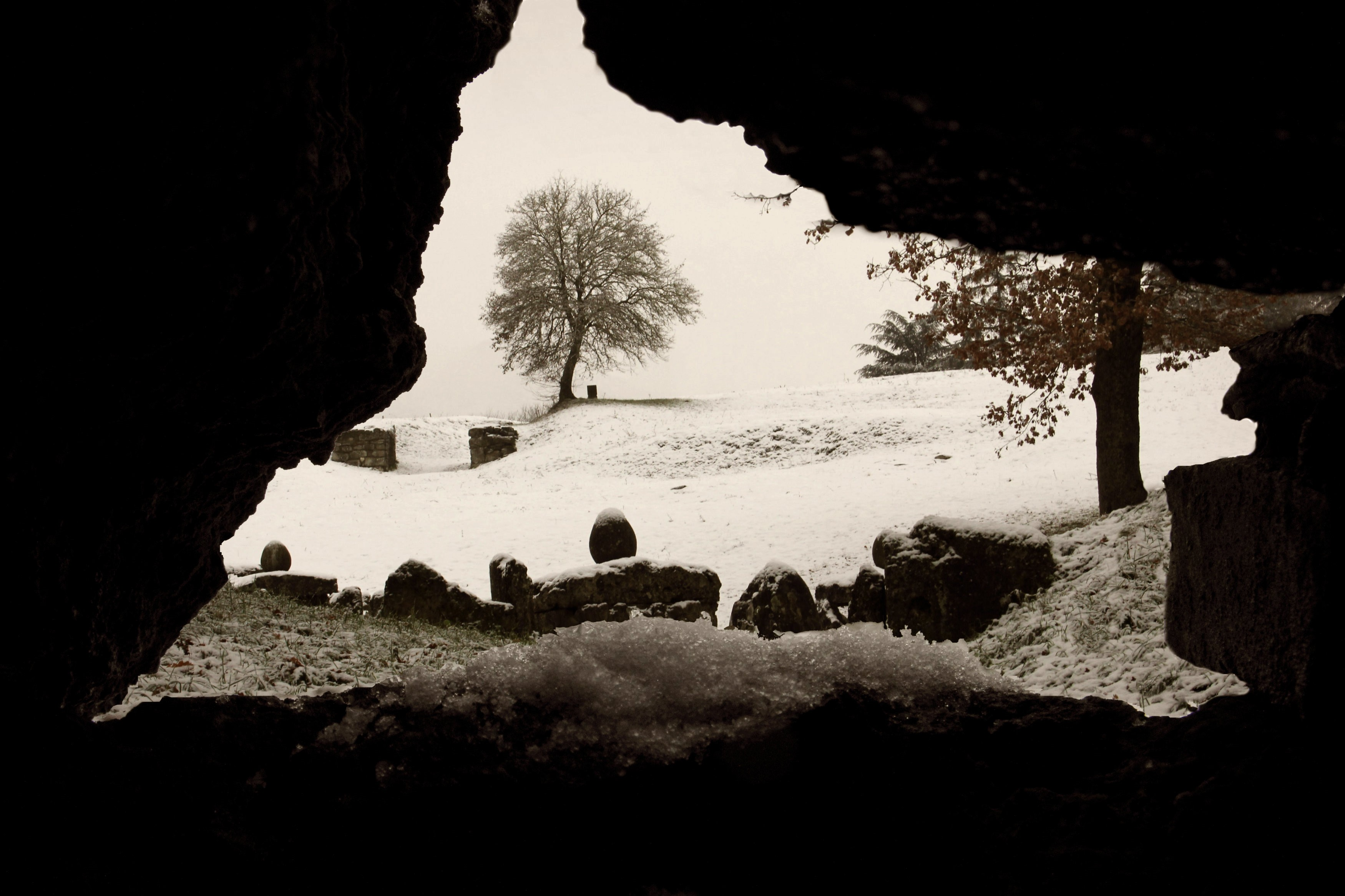
Prospettiva della necropoli est innevata dall'interno delle rovine di una tomba